# ドラゴンボール
『ドラゴンボール』（DRAGON BALL）は、鳥山明による日本の漫画。『週刊少年ジャンプ』（集英社）において、1984年51号から1995年25号まで連載された。略称は「DB」。

## 概要
世界中に散らばった七つの球をすべて集めると、どんな願いも一つだけ叶えられるという秘宝・ドラゴンボールと主人公・孫悟空（そん・ごくう）を中心に展開する「冒険」「バトル」「友情」などを描いた長編漫画作品。
1986年から1996年までフジテレビ系列で『ドラゴンボール』、『ドラゴンボールZ』が放送され、11年間のシリーズ放送期間中、平均視聴率20%以上を記録した。また、全世界80か国以上で放送されるなど、世界中で絶大な人気を誇る日本の漫画・アニメを代表する作品である。
連載終了後もテレビアニメ・映画・ゲームなどが展開しており、『ドラゴンボール超』や『ドラゴンボールDAIMA』などが放送されている。
単行本の発行部数は完全版（2000万部）を含み国内で1億6000万部以上、全世界累計で2億6000万部を記録。
ゲームソフトはミリオンセラーを10本以上輩出し、シリーズ累計販売本数は全世界5000万本に達する。『ドラゴンボールZ ドッカンバトル』は2023年2月時点で、5000億円の収益を記録し、バンダイナムコエンターテインメントの収益を牽引する存在となっている。
漫画・アニメシリーズ・ゲーム作品などを含めた総売上は230億ドル（約3兆4000億円）に達する。

## あらすじ

### 孫悟空少年編
地球の人里離れた山奥に住む尻尾の生えた少年・孫悟空はある日、西の都からやって来た少女・ブルマと出会う。そこで7つ集めると神龍（シェンロン）が現れ、どんな願いでも一つだけ叶えてくれるというドラゴンボールの存在を、さらに育ての親である孫悟飯の形見として大切に持っていた球がその1つ「四星球（スーシンチュウ）」であることを知り、ブルマと共に残りのドラゴンボールを探す旅に出る。人さらいのウーロンや盗賊のヤムチャらを巻き込んだドラゴンボール探しの末、世界征服を企むピラフ一味にボールを奪われ神龍を呼び出されるが、ウーロンがとっさに言い放った下らない願いを叶えてもらうことで一味の野望を阻止する。
その後、悟空は旅の途中に知り合った武術の達人・亀仙人の下で、後に親友となるクリリンと共に8か月間にわたる修行を積み、その成果を確かめるために世界一の武術の達人を決める天下一武道会に出場し、変装して出場していた亀仙人に敗れるも準優勝を果たす。悟空は再び修行の旅へと出発し、ドラゴンボールの悪用を企むレッドリボン軍との闘いや、仙猫カリンの修行、孫悟飯との再会などを経てさらに強さを増していく。さらに3年後の天下一武道会では、亀仙流のライバルである鶴仙流の天津飯（テンシンハン）と闘うが、あと一歩のところで敗れ、前回と同じく準優勝に終わる。

### ピッコロ大魔王編
天下一武道会終了後、ピラフ一味によって復活したピッコロ大魔王によって、クリリンや亀仙人など悟空の仲間たちや多くの武道家たちが殺される。悟空は仇を討つため、道中に出会ったヤジロベーやカリンの協力を得て命を賭して潜在する力を引き出す超神水を飲み、ピッコロ大魔王に闘いを挑み勝利する。闘いの後、悟空はピッコロ大魔王に殺された神龍や仲間たちの復活のため天界へ向かい、ドラゴンボールの創造者である神様に会う。そこで神龍復活の条件として、神の下、天界で修行することとなった。
その約3年後、少年から青年へと成長した悟空は、天下一武道会の会場で仲間たちと再会。試合では、少年時代に出会った際に「嫁にもらう」と約束していた牛魔王の娘・チチと再会しその場で結婚。そして武道会に出場していたピッコロ大魔王の生まれ変わりであるマジュニアと決勝戦で激突、悟空はこれに勝利し初の天下一武道会優勝を飾る。

### サイヤ人編
ピッコロ（マジュニア）との闘いから約5年後、息子の孫悟飯を儲けて平和な日々を過ごしていた悟空のもとに、実兄・ラディッツが宇宙より来襲し、自分が惑星ベジータの戦闘民族・サイヤ人であることを知らされる。さらわれた孫悟飯を助けるため悟空は宿敵ピッコロと手を組み、自らの命と引き換えにラディッツを倒すが、約1年後にはさらに強力なサイヤ人たちがドラゴンボールを求めて地球に来襲することを知る。
悟空はドラゴンボールによって生き返るまでの間、あの世の界王の下で修業し、仲間と共に地球に強襲したサイヤ人の戦士・ナッパとベジータを迎え撃つ。悟空は修行により増した力でナッパを一蹴し、ベジータと決闘。仲間の協力もあり、何とか辛勝し撤退させるが、多くの仲間を失うとともに、ピッコロの戦死により彼と一心同体であった神も死亡し、地球のドラゴンボールも消滅する。

### フリーザ編
地球の神と殺された仲間たちを甦らせるため、重傷で入院中の悟空に代わり、悟飯、クリリン、ブルマの3人が神とピッコロの故郷であるナメック星へ向かう。だが、そこには地球で闘ったベジータや、界王すら畏怖する宇宙の帝王・フリーザとその一味が不老不死を求めて来襲し、ナメック星人を虐殺しながらドラゴンボールを略奪していた。悟飯たちはベジータ、フリーザ一味とのドラゴンボールをめぐる三つ巴の攻防の末、後から到着した悟空とナメック星人たちの協力を得てナメック星の神龍・ポルンガを呼び出し、ピッコロと地球のドラゴンボールを復活させる。
出し抜かれて願いが叶えられなかったフリーザは激怒し、一行は対決を強いられる。フリーザの持つ圧倒的な力の前にはベジータやピッコロ、悟空すら歯が立たず仲間たちが次々と命を落としていった。クリリンをも殺され、怒りを爆発させた悟空は伝説の戦士・超（スーパー）サイヤ人へと覚醒。フルパワーを解放したフリーザに勝利する。ポルンガによって地球に帰還した悟飯たちは復活したドラゴンボールによりサイヤ人やフリーザ一味に殺された人々を蘇生させた。一方の悟空も爆発するナメック星を辛くも脱出、ヤードラット星に漂着し一命を取り留めた。

### 人造人間・セル編
ナメック星での闘いから約1年後、密かに生き延びていたフリーザとその一味が地球を襲撃するが、突如現れた超サイヤ人に変身できる謎の青年によって撃退される。トランクスと名乗るその青年は、自分は未来からやってきたブルマとベジータの息子であることを悟空にだけ明かすと同時に、悟空は心臓病によって命を落とすこと、3年後に現れる2体の人造人間が絶望の未来をもたらすことを告げる。その後本当に心臓病によって危篤状態になるも、トランクスから渡された特効薬によって生還、来るべき日に備えて3年間各々に修行してその日を迎える悟空たちであったが、事態はトランクスが知っている歴史とは大きく違うものとなり、彼さえ知らなかった人造人間たちまで現れ、さらに究極の人造人間・セルが未来から出現。悟空らの想定を遥かに超えた戦士が続々と現れた。
人造人間17号と人造人間18号を吸収することで完全体となったセルは地球の命運を賭けた武道会「セルゲーム」の開催を全世界に宣言する。悟空らは天界にある1日で1年の修行が行えるも過酷な環境に晒される「精神と時の部屋」で修行し、強さを増してセルゲームに臨むが、悟空はセルとの激闘の末降参する。その意思を継いだ悟飯が怒りをきっかけに超サイヤ人2へと覚醒、勝つことを断念したセルは地球ごと爆破させる自爆を図るが、悟空の命と引き換えの咄嗟の機転により地球の爆破は免れる。しかしセルは生きており悟飯と再び闘うことになる。セルもパワーアップしているため闘いは苦戦を強いられたが悟空の幻影と共にかめはめ波を放ちセルを撃破。セルゲームを制した悟飯たちは、ドラゴンボールによりセルに殺された人々を蘇生させるが、悟空は自分が悪人を引き寄せているという理由で生き返りを拒否し、あの世に残ることを選ぶ。

### 魔人ブウ編
セルゲームより約7年後、高校生に成長した悟飯が天下一武道会に出場することを知った悟空は、自らも出場するために占いババの力によって1日だけこの世に戻る。天下一武道会の最中、悟空たちは界王よりもさらに高位の存在である界王神から恐ろしい力を持つ魔人ブウの封印が解かれようとしていることを知らされる。復活した魔人ブウにより悟飯やベジータが倒され、悟空はあの世に帰ったため、地球の命運は悟空の次男・孫悟天と少年トランクスの幼い2人に託される。
一方、魔人ブウは様々な人間との出会いからより邪悪で強力な魔人（魔人ブウ〈悪〉）へと変貌。悟天とトランクスが「フュージョン（融合）」して誕生した戦士・ゴテンクスや、潜在能力を解放し、パワーアップを遂げて帰ってきた悟飯らが応戦するが、戦士たちを次々と吸収し姿を変えていく魔人ブウに苦戦を強いられる。危機に陥った悟飯らを救うため現世に舞い戻った悟空とベジータは、界王神界で真の姿となった魔人ブウとの最終決戦に臨む。ドラゴンボールの協力もあり、地球・ナメック星・あの世の人々のエネルギーによって作り上げられた超特大の元気玉によって魔人ブウは完全に消滅する。
それから10年後、悟空は孫のパンと共に天下一武道会に久しぶりに出場し、魔人ブウの生まれ変わりである少年・ウーブと出会う。悟空はウーブと共に見果てぬ強さを追い求めて修行に旅立ち、物語は幕を閉じる。

## 登場人物
以下は、主人公と主要キャラクターである。
孫悟空
声 - 野沢雅子
本作の主人公。純粋で心優しい性格の地球育ちのサイヤ人。サイヤ人としての名は「カカロット」。様々な師の下での修行と強敵やライバルとの死闘を経て、最強の戦士へと成長していく。
孫悟飯
声 - 野沢雅子
孫悟空とチチの息子で、悟天の兄。幼少時にピッコロの弟子となり、悟空たちと共に数々の強敵と闘う。後にビーデルと結婚し、2人の間に娘のパンが生まれる。
孫悟天
声 - 野沢雅子
孫悟空とチチの息子で、悟飯の弟。トランクスとは幼馴染みであり、魔人ブウ編で共に魔人ブウと戦う。
ベジータ
声 - 堀川亮（現：堀川りょう）
惑星ベジータの王子。初期の頃は残忍で冷酷な性格だったが、悟空やブルマたちに感化され、次第に残忍さは薄れていく。後にブルマと結ばれトランクスとブラの父親となる。
ブルマ
声 - 鶴ひろみ→久川綾
カプセルコーポレーションの令嬢。天才的な頭脳の持ち主であり、様々なメカの発明・改造によって仲間たちをサポートする。後にベジータと結ばれ、トランクスとブラを授かる。
トランクス
声 - 草尾毅
ブルマとベジータの息子で、サイヤ人と地球人の混血。人造人間編では未来から来た青年として戦い、魔人ブウ編では、孫悟天とフュージョンをして魔人ブウと闘う。
ピッコロ（マジュニア）
声 - 古川登志夫
ピッコロ大魔王の息子かつ分身にして生まれ変わり。当初は悟空たちと敵対するが、後に悟空たちと共に地球の平和を守るため数々の強敵と闘う。
クリリン
声 - 田中真弓
悟空の兄弟弟子であり一番の親友。後に人造人間18号と結婚し、娘のマーロンが生まれる。
ミスター・サタン
声 - 郷里大輔(Z、GT)→石塚運昇（改、超）→江原正士
悟空たちが表舞台を去った後の格闘技世界チャンピオン。調子のいい性格だが強い正義感の持ち主で、セルと魔人ブウの戦いではその勝利に舞台裏で大きく貢献し、魔人ブウとの戦いの後は悟空たちの仲間になり親睦を深める。
フリーザ
声 - 中尾隆聖
宇宙の帝王。ドラゴンボールの願いで不老不死を叶えるためナメック星に降り立ち、そこで悟空たちと激戦を繰り広げる。
セル
声 - 若本規夫
ドクター・ゲロが開発したコンピュータにより、悟空たちの細胞を組み合わせて誕生した。後に完全体となり、セルゲームで悟空や悟飯と激闘を繰り広げる。
魔人ブウ
声 - 塩屋浩三
魔導師ビビディによって作られた、遥か太古に全宇宙を破壊の恐怖に落とし入れた魔人。地球に封印されていたがバビディによって解放され、悟空たちと激戦を繰り広げる。

## 世界観

ドラゴンボール世界における地球

本作の舞台となる世界は主人公・孫悟空がいる太陽系の惑星「地球」を初め、広大な宇宙である「この世」、死後の世界である「あの世」、界王神たちが住む「界王神界」の3つのエリアに分かれている。この他、どの世界にも属さない「亜空間」も存在している。
文明
文明は、一瞬で物体を実体化させる「ホイポイカプセル」やドラゴンボールを探知する「ドラゴンレーダー」などの高度なメカが登場する。交通手段には自動車やバイクのほかエアカーや飛行機などがあり、前述のホイポイカプセルで持ち運んで使用される。鉄道は作中では登場しないが、ランチは「列車強盗」というセリフを述べている。鳥山明は「ドラゴンボールはいつの時代のどんな場所でのお話なのか、というような設定は決めてはいません。自由に何を描いてもいいわけですから」と語っている。
通貨
地球での主な通貨単位は世界共通の「ゼニー」。ゼニーは円と同じイメージであり、「1ゼニー ≒ 1円」とされる。『ドラゴンボール』の前日談に当たる『銀河パトロール ジャコ』最終話では、登場人物の大盛が住む所のレートでは「1000億ゼニー ＝ 1500億円」（1ゼニー ＝ 1.5円）となっている。
年号
作品世界における紀年法は「エイジ」が用いられている。連載開始時（悟空とブルマの出会い）が「エイジ749」、原作終了時（ウーブとの旅立ち）が「エイジ784」となる。ただし、作中で直接的に「エイジ」の文言が用いられているのは、人造人間・セル編でのトランクスの台詞のみで、作中の歴史と時期を知るにはそこから逆算するしかない。また、日付の表記方法は統一されておらず、ピッコロ大魔王の記念日は「5月9日」、人造人間19号・20号の出現日は「5月12日」と現実世界と同様の暦が用いられている一方、セルゲームの開催日は「Mの17日」と月名が英字になっている。
種族
宇宙には地球以外にも人型の知的生命体の住む惑星が数多く存在している（ナメック星、ヤードラットなど）。これらの惑星には地球よりもさらに高度な文明を持つ星も存在する。宇宙では無数の星が集まり星雲を作り、星雲が無数に集まり銀河系を形成しており、宇宙空間に無限と言えるほどに存在している銀河系を統括するための行政単位として宇宙は東西南北4エリアの銀河に区分けされている。地球はそのうちの「北銀河」に存在している。
魔族
魔族は地球の神となるためにナメック星人のピッコロが持っていた悪の心の部分が分離して生まれたピッコロ大魔王とピッコロ大魔王が生み出した悪の心を持った戦士たちを「魔族」と呼ぶ。
アニメ版の詳細な設定は以下の個別記事を参照。
『ドラゴンボールGT』
アニメ『ドラゴンボールZ』の最終話から5年後の世界が舞台のオリジナルアニメ。
『ドラゴンボール超』
魔人ブウとの戦い後を描く鳥山明原案による漫画版およびテレビアニメ。
『ドラゴンボールDAIMA』
魔人ブウとの戦い後を描く鳥山明原案によるテレビアニメ。

## 用語
ドラゴンボール
世界中に散らばるドラゴンボールを7つ集めて合言葉を唱えると、巨大な龍の神龍が現れ、どんな願いも一つだけ叶えてくれる本作のキーアイテム。
気
体の中を流れるエネルギーの比喩。これを操作して飛行することや、凝縮、放出して気功波として放つことができる。体の一部分に込めることで、攻撃力や防御力を上げたりと用法は様々であり、訓練すれば相手の気の強さや位置を感じ取れる様になり、個人の特定も可能で気を完全に消すことで気配を隠すこともできる。気の容量はそのまま実力と結びついているが、技術や技量など他の要素も関係してくるので、力量を測る指針にはなるが絶対的な基準ではない。
戦闘力
強さを表す一つの指標で、サイヤ人編から取り入れられた概念。原作では片眼鏡型の装置「スカウター」によって気の強さを数値化したものとして表現された。直接気を感じる技術よりは具体的に力量を表しているが、ごく一部の気のコントロールができる戦士たちは、戦闘時に気を爆発的に高めることで戦闘力を上げたり、または気を消すことで戦闘力をゼロにまで下げることができるため、その数値は強さの指標として絶対ではない。
スカウターは気を感じることのできなかったフリーザ一味をはじめ、サイヤ人などが使用していた。劇中で、初めて計測した農夫の戦闘力は5、宇宙最強の存在であるフリーザの変身前の戦闘力は53万。『ドラゴンボール 大全集7巻』によると、フリーザの最終形態の戦闘力は1億2000万、超サイヤ人となった悟空の戦闘力は通常の50倍の1億5000万にまで達しているとされるが、後に鳥山は「50倍の強さとされていたがちょっと大袈裟で、作者の気持ちとしては今までの10倍ぐらいの変化という感じで描いていたと思う」と語っている。以降の戦闘力は、物語中では特別な単位は語られていないが、魔人ブウ編において魔導士バビディは、エネルギーの量を「キリ」という単位を用いて測定しており、それによると超サイヤ人1の悟空は3000キリ以上。ただし、この単位は物語上ではほとんど使われていない。
戦闘力やスカウターの設定は、悟空たちがあまりにも強くなりすぎたため、2代目編集担当の近藤裕が「強い者同士、どっちが強いかもうわからない」と言ったことに対し、鳥山が数値化した方がいいのではないかとアイデアを出したのがきっかけとなっている。

## 歴史

### 連載開始までの経緯
| 1984 | 11月 『週刊少年ジャンプ』51号より連載開始                                      |
| 1985 | 9月 コミックス第1巻発売                                                        |
| 1986 | 2月 アニメ『ドラゴンボール』放送開始                                           |
| 1986 | 11月 ファミリーコンピュータゲーム『ドラゴンボール 神龍の謎』発売               |
| 1986 | 12月 初の劇場版アニメ『ドラゴンボール 神龍の伝説』公開                         |
| 1987 | アニメ『ドラゴンボール』第47話で最高視聴率29.5%を記録                          |
| 1988 | 11月 カードダス ドラゴンボールシリーズ発売開始                                 |
| 1989 | 4月 アニメ『ドラゴンボール』放送終了                                           |
| 1989 | 4月 アニメ『ドラゴンボールZ』放送開始                                          |
| 1990 | 10月 TVスペシャル『たったひとりの最終決戦』放送                                |
| 1991 | 『週刊少年ジャンプ』の読者アンケート史上最大得票となる815票を獲得              |
| 1992 |                                                                                |
| 1993 | 2月 TVスペシャル『絶望への反抗!!』放送                                         |
| 1994 | アニメ『ドラゴンボールZ』第218話で最高視聴率27.5%を記録                        |
| 1995 | 5月 『週刊少年ジャンプ』25号に最終回「バイバイドラゴンワールド」掲載           |
| 1995 | 8月 コミックス最終巻となる42巻発売                                             |
| 1996 | 1月 アニメ『ドラゴンボールZ』放送終了                                          |
| 1996 | 2月 アニメ『ドラゴンボールGT』放送開始                                         |
| 1997 | 11月 アニメ『ドラゴンボールGT』放送終了                                        |
| 1998 |                                                                                |
| 1999 |                                                                                |
| 2000 |                                                                                |
| 2001 |                                                                                |
| 2002 | 12月 完全版コミックス発売                                                      |
| 2003 | アニメ『ドラゴンボールZ』のDVD-BOX「DRAGON BOX Z編」VOL.1、VOL.2発売           |
| 2004 | 7月 アニメ『ドラゴンボール』のDVD-BOX「DRAGON BOX」発売                        |
| 2005 | 3月 『データカードダス ドラゴンボールZ』稼働開始                               |
| 2006 | 9月 『超こち亀』に秋本治との共作『こちらナメック星ドラゴン公園前派出所』を掲載 |
| 2007 | 1月 『週刊少年ジャンプ』4・5合併号で尾田栄一郎との共作『CROSS EPOCH』を掲載    |
| 2008 |                                                                                |
| 2009 | 4月 アニメ『ドラゴンボール改』第1期放送開始                                    |
| 2010 | 11月 アーケードゲーム『ドラゴンボールヒーローズ』稼働開始                      |
| 2010 | 12月 オオイシナホによるスピンオフ漫画『ドラゴンボールSD』連載開始              |
| 2011 | 3月 アニメ『ドラゴンボール改』第1期放送終了                                    |
| 2012 |                                                                                |
| 2013 | 3月 17年ぶりとなる劇場版『ドラゴンボールZ 神と神』公開                         |
| 2014 | 4月 アニメ『ドラゴンボール改』第二期放送開始                                   |
| 2015 | 4月 劇場版『ドラゴンボールZ 復活の「F」』公開                                  |
| 2015 | 6月 とよたろうによる漫画『ドラゴンボール超』連載開始                           |
| 2015 | 6月 アニメ『ドラゴンボール改』第2期放送終了                                    |
| 2015 | 7月 アニメ『ドラゴンボール超』放送開始                                         |
| 2016 | 6月 集英社に「ドラゴンボール室」新設                                           |
| 2016 | 11月 アーケードゲーム『スーパードラゴンボールヒーローズ』稼働開始              |
| 2017 |                                                                                |
| 2018 | 3月 アニメ『ドラゴンボール超』放送終了                                         |
| 2018 | 4月 東映に「ドラゴンボール部署」新設                                           |
| 2018 | 12月 劇場版『ドラゴンボール超 ブロリー』公開                                   |
| 2019 |                                                                                |
| 2020 |                                                                                |
| 2021 |                                                                                |
| 2022 | 6月 劇場版『ドラゴンボール超 スーパーヒーロー』公開                            |
| 2023 |                                                                                |
| 2024 | 10月 アニメ『ドラゴンボールDAIMA』放送開始                                     |
| 2025 | 2月 アニメ『ドラゴンボールDAIMA』放送終了                                      |

本作は、連載が始まるまでにさまざまな道のりがあった。鳥山明と担当編集者の鳥嶋和彦は当時連載中だった『Dr.スランプ』のアイデアが尽きかけていたため連載を終了させたがっていたがそう簡単に人気作品を終わらせるわけにもいかず、連載終了から3か月後に新連載を始めるなら辞めてもいいという条件を受け『Dr.スランプ』の連載と平行して描いた読み切り作品『騎竜少年（ドラゴンボーイ）』、『トンプー大冒険』（両作品とも『鳥山明○作劇場VOL.2』に収録）を基に本作のネタを固めていった。
当初は鳥山版『西遊記』を目指し制作を進めようとしていたが、担当の鳥嶋の反応は「西遊記そのものではないか」と冷たかったため、『西遊記』の要素と共に、第二稿（SF要素が取り入れられ、服装が現代風）、第三稿（本作にかなり近い設定）と変更が加えられ、最終的には『西遊記』の要素は主人公の名前やキャラクターデザインのほか、初期のいくつかのエピソードやアイテムなどにその名残を留めるのみとなった。「ボールを集める」というアイデアは『南総里見八犬伝』から取られたが、「『八犬伝』が8つの球なので、同じじゃ悔しいから」とボールの数は7個にされ、タイトルは映画『燃えよドラゴン』から取られた。こうして本作の初期の構想がまとまった。

### 連載開始から連載終了までの経緯
5週連続カラーという大々的な扱いで連載開始されるも当初はあまり人気がなく、開始当初は前作『Dr.スランプ』の影響による期待票や編集部のバックアップもあり良かったものの、徐々に人気は下降し、アンケート結果における順位が15位になることもあった。また、掲載順位も当初は「其之七」で7位、「其之三十一 」で12位となるなど打ち切りの可能性もあった。担当の鳥嶋に「主人公が地味だ。だから人気がないんだ」と指摘された鳥山は、以後「強さを追い求める主人公」というテーマを作品に持たせることになる。修行の成果を見せるために天下一武道会の本編が始まり、主人公である孫悟空のキャラクターも確立され、人気も急激に上昇する。掲載順位も天下一武道会で3位以内に急上昇し、レッドリボン軍編で6位前後と少し落ちむが、連載終了までほとんど2～3位を維持した。そして同じ頃にフジテレビから集英社に話があり、アニメ化に繋がった。

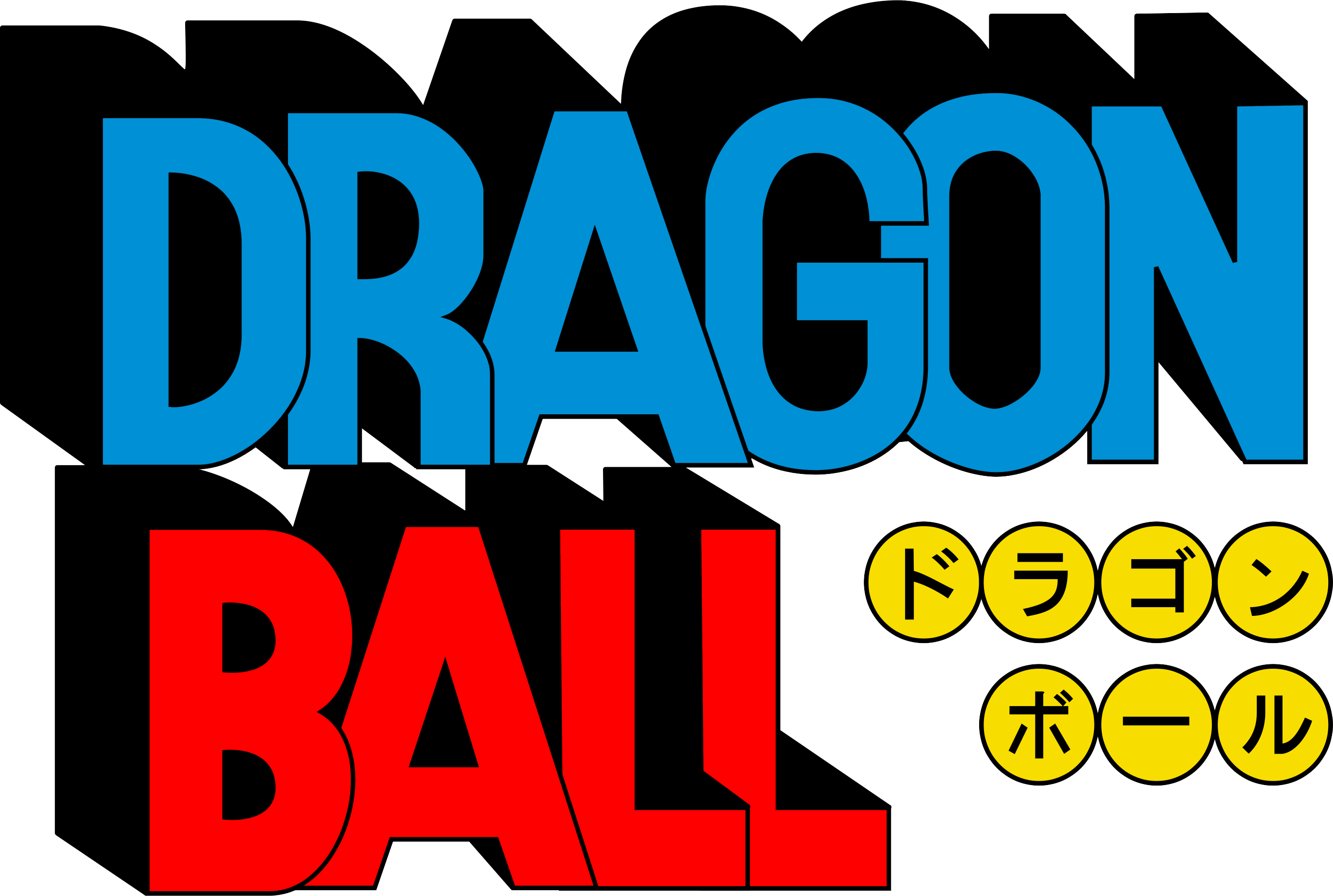
ドラゴンボールのロゴマーク

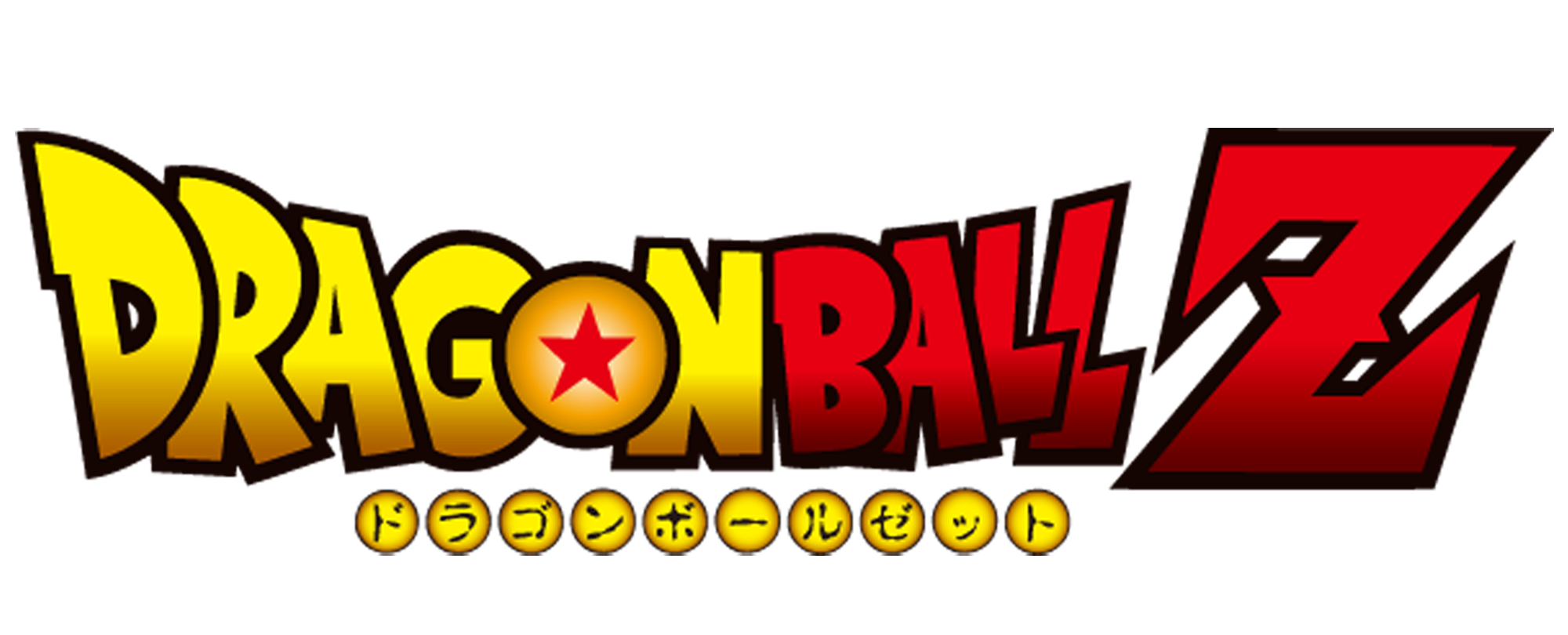
ドラゴンボールZのロゴマーク

天下一武道会編で読者アンケート1位を獲得し、その後、連載終了まで不動の1位となる。フリーザ編が佳境に入る頃にはその人気はピークに達し、1991年に行われた『週刊少年ジャンプ』の1000票アンケートで815票を獲得。ジャンプにおける地位を不動のものとする。その人気は漫画の枠を越え、アニメ『ドラゴンボール』第47話で最高視聴率29.5%を記録。ファミコンソフト『ドラゴンボール 神龍の謎』は120万本の出荷を記録。1994年2月23日放送のアニメ『ドラゴンボールZ』第218話で最高視聴率27.5%を記録した。
1990年10月、単行本23巻時点までの国内累計発行部数は5000万部を突破。
『週刊少年ジャンプ』1995年3-4号でギネス世界記録にも登録された653万部の大記録の達成に2枚看板である『SLAM DUNK』と共に牽引役となった。本作の連載終了後は同誌の部数が急速に減少していく事になった。『週刊少年ジャンプ』編集長であった西村繁男は「『週刊少年ジャンプ』発行部数600万部達成の快挙は、鳥山明の破壊的なパワーを借りて初めて実現し得たことは、誰も否定できないだろう」と評価している。
1995年の連載終了については、鳥山の強い要望によるものであったとはいえ、最終的には関係各社のトップ級会議などの調整や各社の上層部による経営判断を必要とし、関連企業の株価・業績への影響を最小限に抑えるべく様々な配慮や下準備を行った上でようやく実現できたという、前代未聞の事態となった。後に鳥山はブウ編について「漫画を描いている自分でさえイヤになるほど激しくくどい闘いの連続。血圧高めで薄味好きのオジサンになってしまった今では、もうこんな闘いは描けない。というか、これ以降、闘いの漫画を描く気がなくなってしまった」と告白している。こうした背景もあって、本作は延べ10年半に及ぶ長期連載となった。最終話は巻頭カラーであり、これはジャンプにおいては『リングにかけろ』に続いて2度目であった。
1995年8月4日、最終巻となる42巻が発売。当初は43巻まで発売する予定だったが、「早く読んでもらいたい」という鳥山の意向により42冊で完結することになり、41巻と42巻は通常より約50ページ厚いものになった。

### 連載終了後の展開
連載終了後の『週刊少年ジャンプ』1995年26号から35号にかけて、10週連続特別企画として原作や各メディアでの展開を振り返る「HISTORY OF DRAGON BALL」が掲載された。
1996年1月31日放送のアニメ『ドラゴンボールZ』最終回の視聴率は21.3%を記録した。
鳥山は連載終了直後のメッセージで「やりたいっすよ、次（の新しい作品）を。そのために（ドラゴンボールの連載を）やめたいと思ったってのもあるし。不器用だから他をやりながらってのがダメなんです。この作品をやって純粋にストーリー漫画の面白さってのもわかりましたし、自分では動きのある絵もやっと描けるようになってきたなあと思い始めた」とコメントした。

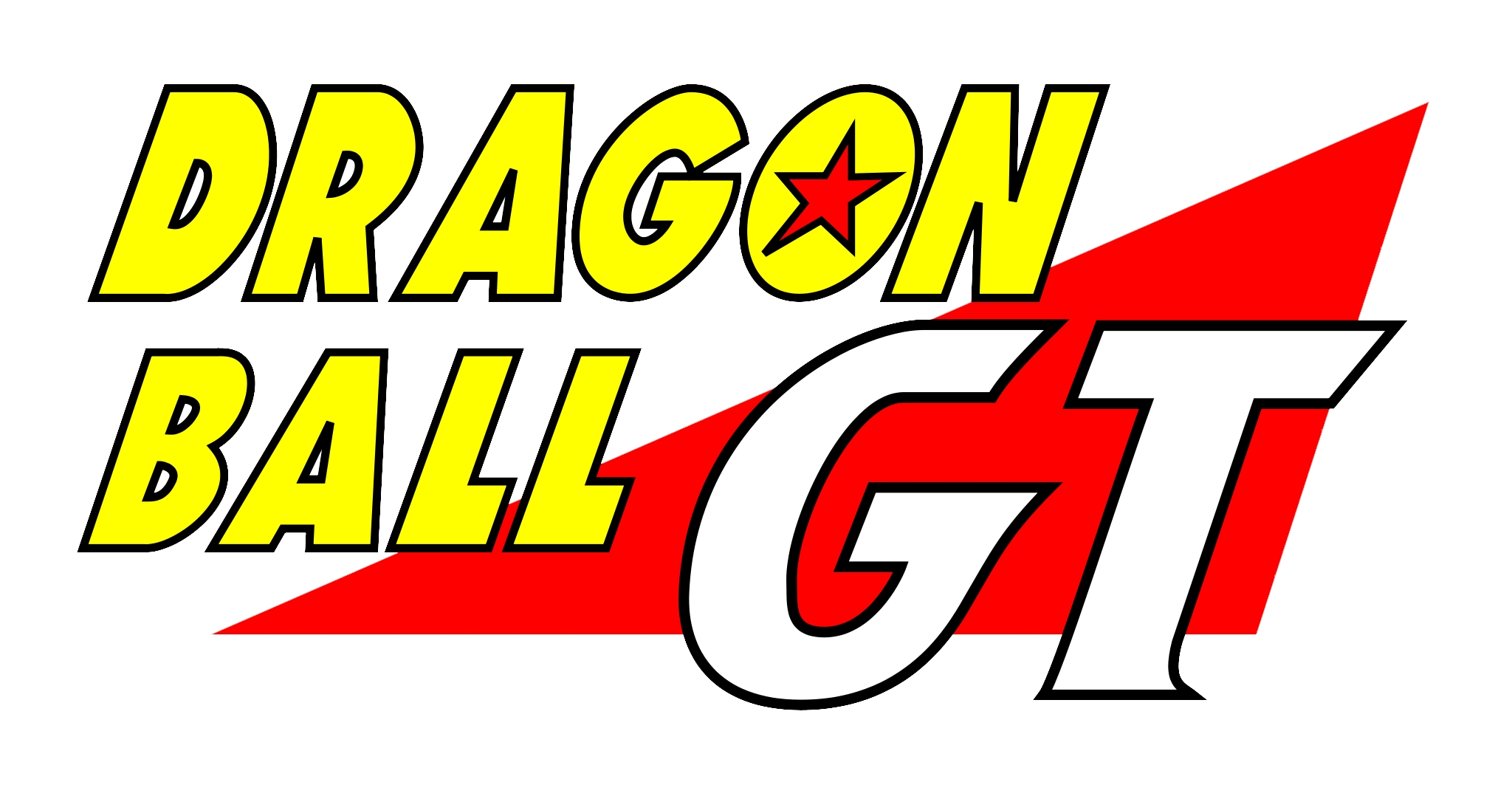
ドラゴンボールGTのロゴマーク

連載が終了した翌年の1996年2月、アニメ『ドラゴンボールGT』の放送が開始された。完全オリジナルストーリーで描かれたこの作品に、鳥山はキャラクターデザインや設定画を書き下ろす形で参加した。全64話と番外編1話が放送され、第2話で視聴率19.7%を記録する人気アニメとなった。この当時を鳥山は2013年のインタビューで「その頃、連載はもう終わっていたので、僕の頭は次の仕事に向いていました。だから…正直に言うと、そこでまた『DB(GT)』のデザインというのは、ちょっとだけ抵抗がありました（笑）。続けていただけるのは、本当にありがたいと思いましたが」と語っている。

### リバイバルブーム到来
連載終了後も本作が連載・放映されていた時期には生まれていない世代にも知名度が高く、2002年に再放送された『ドラゴンボールZ』は平日夕方の時間帯にもかかわらず高視聴率を獲得し、完全版コミックス、ゲーム、DVDなどが大ヒットするなど子供たちの間でも大人気となっている。
2002年12月4日から完全版コミックスが発売され、累計発行部数2000万部を超えるベストセラーとなった。また、完全版の発売を皮切りに2003年3月には『ドラゴンボールZ』を収録したDVDBOX『DRAGON BOX VOL.1』が発売。10万円を超える高額商品にもかかわらず驚異的な売上を記録し、その後もアニメ『ドラゴンボール』シリーズのDVDが立て続けにリリースされた。同じく2003年には家庭用ゲームソフト『ドラゴンボールZ』がリリースされ、人気キャラクターが総登場するこの作品から、現在に続くDBゲームの流れが出来上がった。
コミックス完全版の描き下ろしカバーイラストを描く仕事のため鳥山は初めて本作をまともに読み、完全版では最終話の最後も修正されたが、鳥山は「何年もたって完全版が出ましたが、その時最後を少し描き足しました。何だか最後がシャキッとしない気がしたんだと思います。悟空の闘いは終わって、世代交代というか、そういう意図を明確にしたかったんです」と語っている。
シリーズ累計1億5000万部突破したことを記念して、2005年7月16日の読売新聞朝刊に特別広告が掲載された。

### 新展開へ
2009年4月から『ドラゴンボール改』がスタート。2014年には第2期「魔人ブウ編」が放送され、どちらも親世代の知名度が抜群であり、小学生の間でも男子・女子ともに高い平均視聴率を記録した。
2013年3月30日に劇場版アニメとしては17年ぶりとなる新作『ドラゴンボールZ 神と神』が公開され、2015年4月18日には劇場版『ドラゴンボールZ 復活の「F」』が公開された。2015年7月5日から放送開始した『ドラゴンボール超』では、鳥山はテレビアニメで初となる原案に携わっている。また、とよたろうによる漫画版が『Vジャンプ』2015年8月号から連載が開始されている。

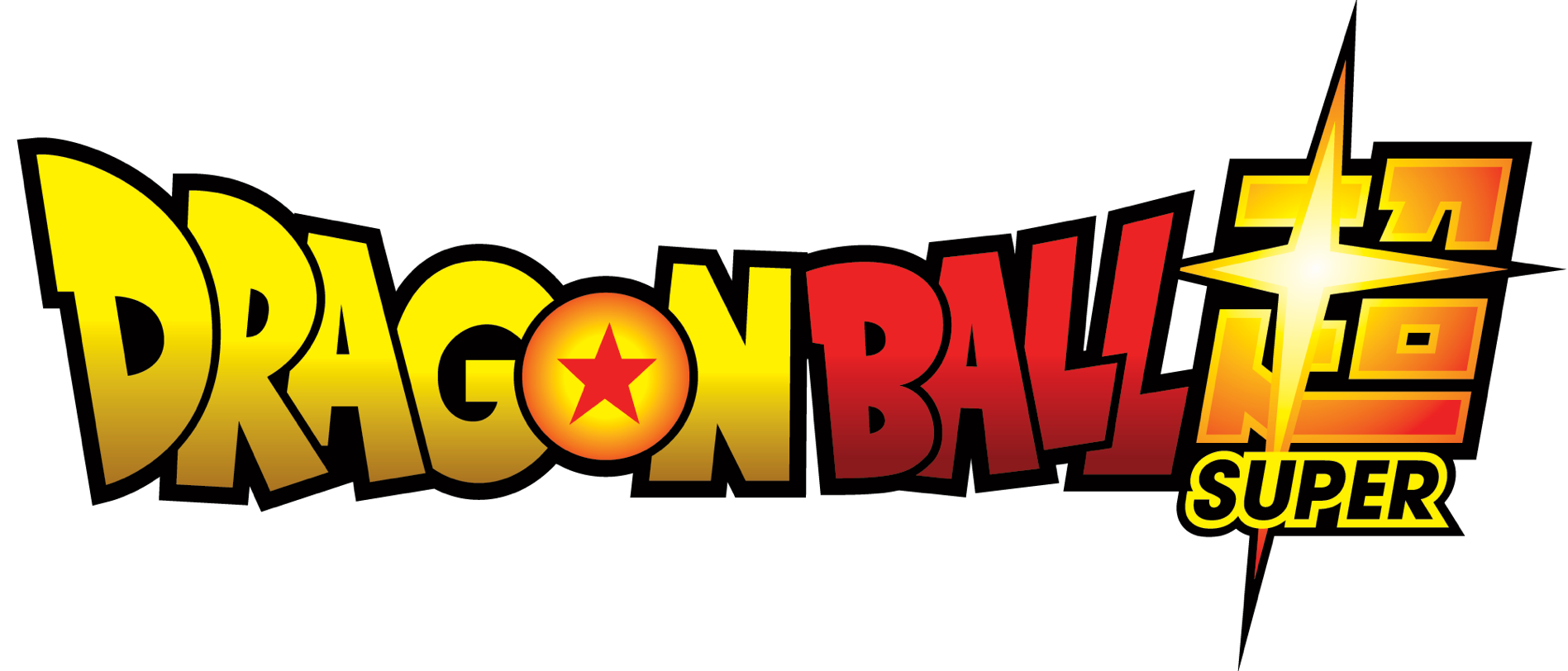
ドラゴンボール超のロゴマーク

『週刊少年ジャンプ』創刊45周年記念として2013年33号 - 44号まで、本作の前日譚となる『銀河パトロール ジャコ』が短期連載された。また、単行本には『DRAGON BALL－ 放たれた運命の子供』が収録されている。
2015年5月9日、日本記念日協会は5月9日を「悟空の日」に認定した。
2016年10月12日、集英社は都内で行われた新刊企画発表会で、同年6月21日付で社内に単独作品の部署としては初の試みとなる「ドラゴンボール室」を新設したことを発表した。その後、初代室長を務めた伊能昭夫は2023年5月16日に作中内で登場する同名の企業を冠した「カプセルコーポレーション・トーキョー」を設立した。また、伊能は2024年時点で『ドラゴンボール』シリーズのエグゼクティブプロデューサーを務めている。
2018年3月23日、東映アニメーションは同年4月1日付で、従来のテレビ企画部を第一映像企画部、映像企画部を第二映像企画部とそれぞれ改称し、そして新たに『ドラゴンボール』を主に担当する第三映像企画部を新設することを発表した。『ドラゴンボール』は東映アニメーションのなかでも最もビジネスが大きな作品であり、独立させることで、さらに積極的にビジネス開発を進めることになる模様である。
2018年3月にテレビアニメ『ドラゴンボール超』が終了したあとも2018年12月14日に劇場版『ドラゴンボール超 ブロリー』、2022年6月11日には劇場版『ドラゴンボール超 スーパーヒーロー』が公開された。

## 制作背景
ストーリー作り
ストーリーや設定を考えた後にキャラクターの性格を考え、最後に絵を描くスタンスをとっており、本作の連載の後半では絵を描くよりもストーリーを考える方に重きを置いていた。主人公の孫悟空の名前は、中国の伝奇小説『西遊記』の主要登場人物である神仙・孫悟空から名付けられており、髪型について鳥山は「作った時は意識していなかったけど、『鉄腕アトム』の影響かな」と『鉄腕アトム』の主人公アトムの影響と語っている。
ストーリーについて鳥山は「元々僕は、先の展開までジックリとかんがえるタイプではない。始まった時点では悟空が大猿に変身したりサイヤ人という宇宙人だったというようなことは全然考えていなかった。強引なまでの、うまい辻褄合わせに自分でも感心してしまう。先の話を考えずに行き当たりばったりで描くというのはけっこうスリルがあって悪くない。そのときそのときに応じて自由に話を変えていくことができ、自分でもどうなっていくかわからずドキドキワクワクして描ける」「鉛筆で実際にコマを割って絵や台詞を書いたりして話を進めていくと、頭で考えていた漫画と、ちょっと違ってきてしまうことが僕はよくある」 と発言し、担当の鳥嶋和彦は本作の連載にあたって『未来少年コナン』を3話ずつダビングして鳥山に送っており、少年と少女の出会いが大きなドラマにつながっていくというストーリーの作り方の根幹のシステムが『ドラゴンボール』連載1回目の構成に役立ったかもしれないと後に述懐している。その発想からサブキャラクターを下げて修行編を作り、武術の師匠としての亀仙人、最初のライバルとしてクリリンを登場させ、悟空と違ってズル賢い性格のクリリンを描くことで、悟空の愚直なキャラクターが際立つようになった。2代目担当の近藤裕はナメック星編は宇宙が舞台になることまでは決まっていたため「宇宙の地上げ屋」はどうかと提案し、鳥山が面白がってフリーザの誕生につながったとのこと。
鳥嶋は人造人間19号と人造人間20号が登場した際は「やっと敵が出てきたと思ったらジジイとデブじゃないですか」と言い、仕方なく鳥山が人造人間17号と人造人間18号を出したところ「今度はガキですか」と言い放ち、これがセル登場につながり、近藤裕は鳥山がセルを出したところ「かっこ悪いですよ。もちろん変身しますよね」と言われ、第2形態にすると「今度の奴、馬鹿みたいじゃないですか、早く完全体にしましょう」と言われたので「完全体セルは近藤さん好みのかっこいいキャラにした」と鳥山は述べた。
鳥山は「かなり多くの裏設定が頭の中にあったが説明っぽくなるから、ほとんど漫画にしなかった」、「サイヤ人の特徴とかバックボーンみたいな裏設定をつくるのも、わりと好き。僕の頭の中にしかないし話の展開の中で出す機会がなく作品に反映される率はそんなに高くなく、されないほうが多い。考えるときは、人造人間編のレッドリボン軍とか過去の何でもないようなものをほじくり返してつくるのが好き。最初にちょっと緩めに考えているから後で応用を利かせやすい。最初にきっちり展開を作り込んでしまうと横道に入ったときに修正が効かなくなってしまう。如意棒の使い方もいいかげんにやってたのに、みんな「そうだったのか!」と思ってくれた」、18号とクリリン、ブルマとベジータなどの恋愛劇なども頭の中には出来上がっているが恥ずかしいという理由で作品にはしなかった」、と多くの設定を頭の中に描いていたことを明らかにしている。また鳥山がアニメオリジナルエピソード用に描いたサイヤ人とツフル人の歴史や、あの世の設定、漫画で描かれなかったサイヤ人襲来までの1年間のキャラクターの生活などのメモや資料が存在する。
ゲームへの関与
『ドラゴンボール3 悟空伝』（1989年）から『ドラゴンボールZ 超サイヤ伝説』（1992年）までを手がけたドラゴンボール カードRPGシリーズプロデューサーの田中庸介によると、当時原作で名前がなかった技については鳥山明に決めてもらったり、開発側から提案したものに鳥山が返答したものなどがあったという。鳥山は『ドラゴンボール』の連載の合間にこれらを考え週刊少年ジャンプ編集部に原稿と共に技の絵と名前を描いたFAXを送り、それを受け取った開発陣がさらに東映アニメーションに送り色指定をしてもらっていた。

## 社会的評価

### 売上・記録
- 2024年時点の市場規模は3兆4000億円を記録[75]。
- 2019年の全世界での売上は2500億円を記録[76]。
- 単行本の国内累計発行部数は2015年時点で完全版を含めて1億6000万部以上を記録[8]。
- 全世界累計発行部数は2020年時点で2億6000万部以上を記録[9]。
- オリコン調べによる2008年から2024年期間内のゲーム関連を除いたシリーズ総売上は130.1億円を記録[77]。
- テレビアニメは11年間平均視聴率20%以上を記録[78]。
- 主題歌『CHA-LA HEAD-CHA-LA』を収録したCDは170万枚を売り上げ[79]。
- 主題歌『Don't you see!』は本作の主題歌で最高順位となるオリコン1位を獲得[77]。
- 映画『ドラゴンボール超 ブロリー』は全世界興行収入135億円を記録[76]。
- 2025年3月通期におけるバンダイナムコホールディングスのIP売上高で1906億円を記録[80]。
- 映画『ドラゴンボール超 スーパーヒーロー』は全世界興行収入138億円を記録[81][82]。
- 『週刊少年ジャンプ』1991年21・22合併号で行われた読者アンケートで史上最大得票となる1000票中815票を獲得[83][84]。
- 2007年に「全巻読破.com」が発表した最も全巻読破された人気コミックランキングで『ドラゴンボール』（全42巻）が1位になり、2位は『ドラゴンボール』完全版（全34巻）となった[85]。
- 『ドラゴンボールZ ドッカンバトル』は2023年1月時点で4984億円以上を売上[86]。
- 2013年に「世界で最もビデオゲーム化されたコミック」としてギネス世界記録に認定された[87]。

バンダイナムコホールディングス
バンダイのIP別売上高で2016年度の売上は611億円を記録し、『ONE PIECE』の倍以上の売上を記録した。
| 年度                                        | 売上高（円） | 出典 |
| ------------------------------------------- | ------------ | ---- |
| 2008年3月期（2007年4月1日 - 2008年3月31日） | 178億        | [89] |
| 2009年3月期（2008年4月1日 - 2009年3月31日） | 158億        | [89] |
| 2010年3月期（2009年4月1日 - 2010年3月31日） | 125億        | [90] |
| 2011年3月期（2010年4月1日 - 2011年3月31日） | 83億         | [90] |
| 2012年3月期（2011年4月1日 - 2012年3月31日） | 118億        | [90] |
| 2013年3月期（2012年4月1日 - 2013年3月31日） | 89億         | [91] |
| 2014年3月期（2013年4月1日 - 2014年3月31日） | 114億        | [91] |
| 2015年3月期（2014年4月1日 - 2015年3月31日） | 194億        | [91] |
| 2016年3月期（2015年4月1日 - 2016年3月31日） | 349億        | [92] |
| 2017年3月期（2016年4月1日 - 2017年3月31日） | 611億        | [92] |
| 2018年3月期（2017年4月1日 - 2018年3月31日） | 979億        | [93] |
| 2019年3月期（2018年4月1日 - 2019年3月31日） | 1290億       | [93] |
| 2020年3月期（2019年4月1日 - 2020年3月31日） | 1349億       | [94] |
| 2021年3月期（2020年4月1日 - 2021年3月31日） | 1274億       | [95] |
| 2022年3月期（2021年4月1日 - 2022年3月31日） | 1276億       | [96] |
| 2023年3月期（2022年4月1日 - 2023年3月31日） | 1445億       | [97] |
| 2024年3月期（2023年4月1日 - 2024年3月31日） | 1406億       | [98] |
| 2025年3月期（2024年4月1日 - 2025年3月31日） | 1906億       | [80] |
東映アニメーション
東映アニメーションの版権総合売上（国内版権、海外映像、海外版権の合計）で、毎年本作は売上上位を記録している。
| 年度     | 国内版権   | 海外映像   | 海外版権    | 出典  |
| -------- | ---------- | ---------- | ----------- | ----- |
| 2015年度 | 19億4700万 | 16億6600万 | 14億7800万  | [100] |
| 2016年度 | 35億8900万 | 22億1500万 | 33億6600万  | [101] |
| 2017年度 | 65億6600万 | 27億3900万 | 52億3100万  | [102] |
| 2018年度 | 85億4800万 | 35億1800万 | 78億7600万  | [103] |
| 2019年度 | 76億5600万 | 34億5100万 | 87億6300万  | [104] |
| 2020年度 | 64億7900万 | 28億4700万 | 77億5100万  | [105] |
| 2021年度 | 54億8700万 | 24億7400万 | 93億2800万  | [106] |
| 2022年度 | 61億4900万 | 54億300万  | 115億9000万 | [99]  |

#### 漫画
| 全世界累計発行部数推移 | 全世界累計発行部数推移 | 出典  |
| ---------------------- | ---------------------- | ----- |
| 2006年時点             | 2億部                  | [107] |
| 2012年時点             | 2億3000万部            | [108] |
| 2016年時点             | 2億4000万部            | [59]  |
| 2018年時点             | 2億5000万部            | [109] |
| 2020年時点             | 2億6000万部            | [9]   |
| 国名         | 出版社               | 部数            | 備考                                      | 出典       |
| ------------ | -------------------- | --------------- | ----------------------------------------- | ---------- |
| 日本         | 集英社               | 1億6000万部以上 | 2015年時点、完全版込み                    | [8]        |
| フランス     | グレナ               | 3000万部        | 2017年時点                                | [110][111] |
| 韓国         | ソウル文化社         | 2000万部以上    | 2009年時点                                | [112]      |
| スペイン     | Planeta deAgostini   | 2000万部        | 2013年時点（2500万部との報道も[113]）     | [114]      |
| イタリア     | スターコミックス     | 1600万部        | 2021年時点                                | [115]      |
| 中国         | 中国少年児童出版社   | 1000万部以上    | 2013年時点                                | [116][117] |
| 台湾         | 東立出版社           | 1000万部以上    | 2009年時点                                | [118]      |
| 香港         | 文化傳信             | 840万部         | （各巻20万部の売上、全42巻）              | [119]      |
| ドイツ       | カールセン出版社     | 800万部以上     | 2012年時点                                | [120]      |
| ブラジル     | Conrad Editora       | 600万部         | 2002年時点                                | [121]      |
| アメリカ     | ビズメディア         | 218万5千部以上  | （2016年時点、無印版16冊 Z版26冊 全42冊） | [122]      |
| デンマーク   | Forlaget Carlsen     | 150万部以上     | 2007年時点                                | [123][124] |
| スウェーデン | Bonnier Carlsen      | 130万部         | 2006年時点                                | [124]      |
| フィンランド | Sangatsu Manga       | 約50万部        | （2009年時点、全42巻の売上）              | [125][126] |
| ポーランド   | JPF社                | 42万部以上      | 2002年時点                                | [127]      |
| イギリス     | Gollancz / Viz Media | 約7万8千部      | 2010年時点                                | [128]      |
| ベトナム     | キムドン出版社       | 年6万部         | 2009年頃                                  | [129]      |

#### ゲーム
本作のゲームソフトの累計販売本数は『ドラゴンボール ゼノバース』シリーズの1500万本を初め、全世界累計販売本数5000万本を越える。日本国外での累計出荷本数は2015年12月時点で2400万本を記録している。
| タイトル                         | 発売日         | 開発元                 | 本数        | 出典  |
| -------------------------------- | -------------- | ---------------------- | ----------- | ----- |
| ドラゴンボール ファイターズ      | 2018年2月1日   | アークシステムワークス | 1000万本    | [132] |
| ドラゴンボール ゼノバース2       | 2016年11月2日  | ディンプス             | 1000万本    | [132] |
| ドラゴンボールZ カカロット       | 2020年1月26日  | サイバーコネクトツー   | 800万本     | [133] |
| ドラゴンボール Sparking! ZERO    | 2024年10月10日 | スパイク・チュンソフト | 500万本     | [134] |
| ドラゴンボール ゼノバース        | 2015年2月5日   | ディンプス             | 500万本     | [135] |
| ドラゴンボールZ                  | 2003年2月13日  | ディンプス             | 350万本以上 | [136] |
| ドラゴンボールZ2                 | 2004年2月7日   | ディンプス             | 350万本以上 | [136] |
| ドラゴンボールZ3                 | 2005年2月10日  | ディンプス             | 350万本以上 | [136] |
| ドラゴンボールZ 超武闘伝         | 1993年3月20日  | トーセ                 | 141万本     | [137] |
| ドラゴンボールZ Sparking!        | 2005年10月6日  | スパイク               | 136万7千本  | [138] |
| ドラゴンボールZ 超武闘伝2        | 1993年12月17日 | トーセ                 | 120万本     | [137] |
| ドラゴンボール 神龍の謎          | 1986年11月27日 | トーセ                 | 120万本     | [137] |
| ドラゴンボールZ Sparking! NEO    | 2006年10月5日  | スパイク               | 117万5千本  | [139] |
| ドラゴンボールZ Sparking! METEOR | 2007年10月4日  | スパイク               | 104万本     | [140] |
| ドラゴンボールZ 超武闘伝3        | 1994年9月29日  | トーセ                 | 91万本      | [137] |
| ドラゴンボールZ 強襲!サイヤ人    | 1990年10月27日 | トーセ                 | 90万本      | [137] |
カードゲーム
1988年にバンダイから初の自動販売機で販売するカードダスが登場し、中でも最大のヒットを飛ばしたのが「カードダス ドラゴンボールシリーズ」。1988年11月に第一弾が発売され、この本弾の人気を受けて「スーパーバトル」、「ジャンボカードダス」など様々な形・シリーズへと展開され大ブームを起こし、1995年に20億枚を突破するなど大きな売り上げを記録した。
『スーパードラゴンボールヒーローズ』はカード累計出荷枚数13億枚を記録し、デジタルカードゲーム市場で1位である。また、メルカリが発表した「メルカリトレンドワード2019上半期」で『スーパードラゴンボールヒーローズ』が1位に選ばれた。
スマートフォンゲーム
『ドラゴンボールZ ドッカンバトル』は2021年9月時点で全世界3億5000万DLを記録。『ドラゴンボール レジェンズ』は2024年4月時点で全世界1億DLを突破している。

### アンケートランキング
2013年3月にライフネット生命保険が全国の15歳〜49歳の男女1000名に本作に関する調査をしたところ、本作のテレビアニメを観た経験があると答えたのは10代が86.8%、20代が97.6%、30代が98.0%、40代が96.4%、全体で94.7%が観た経験があると回答し、世代を越えて愛されている国民的アニメと言える結果となった。
| 年     | 調査機関                                        | 調査概要 | 対象名         | 順位 | 出典    |
| ------ | ----------------------------------------------- | --- | -------------- | ---- | ------- |
| 2006年 | 日本コンパクトディスク・ ビデオレンタル商業組合 | 「心に残るマイベストムービー」・TVアニメ部門                                                                                       | ドラゴンボール | 1位  | [ 148 ] |
| 2007年 | オリコン                                        | 「1000人が選んだ!漫画史上“最強”キャラクターランキング!」                                                                           | 孫悟空         | 1位  | [ 149 ] |
| 2007年 | オリコン                                        | 「ヒーローの必殺技といえば何か?」                                                                                                  | かめはめ波     | 1位  | [ 150 ] |
| 2008年 | オリコン                                        | 「実際にアニメ主人公になれるなら誰に?」                                                                                            | 孫悟空         | 1位  | [ 151 ] |
| 2008年 | オリコン                                        | 「今までで最も面白かったテレビアニメは?」                                                                                          | ドラゴンボール | 1位  | [ 152 ] |
| 2009年 | ライフネット生命保険                            | 「好きだったマンガは?」 | ドラゴンボール | 1位  | [ 153 ] |
| 2009年 | オリコン                                        | 「漫画の名脇役ランキング」 | クリリン       | 1位  | [ 154 ] |
| 2010年 | 東京工芸大学                                    | 「クールジャパンとして世界に紹介したい日本文化は何ですか?」 アニメ・漫画部門                                                       | ドラゴンボール | 1位  | [ 155 ] |
| 2013年 | 聞く技術研究所                                  | 「マンガの魅力度比較調査」 認知率、購読経験率、選好度                                                                              | ドラゴンボール | 1位  | [ 156 ] |
| 2013年 | CEDEC                                           | 「一番最初に見た日本のアニメ／戦隊もの／映画は？」 「好きな日本のマンガは？」 「好きな日本のアニメは？」                           | ドラゴンボール | 1位  | [ 157 ] |
| 2014年 | ダ・ヴィンチニュース                            | 「あなたが思う最強のジャンプマンガは？」                                                                                           | ドラゴンボール | 1位  | [ 158 ] |
| 2015年 | 立教大学                                        | 「クールジャパンだと思うアニメ作品は?」 「クールジャパンだと思うマンガ作品は?」                                                    | ドラゴンボール | 1位  | [ 159 ] |
| 2017年 | gooランキング                                   | 「マジで絶望感を与えられたジャンプの敵キャラといえば？」                                                                           | フリーザ       | 1位  | [ 160 ] |
| 2017年 | gooランキング                                   | 「最強に魅力的だった！ジャンプのラスボスランキング」                                                                               | 魔人ブウ       | 1位  | [ 161 ] |
| 2017年 | フジテレビ                                      | 「昭和vs平成 アニメ&特撮&マンガヒーロー・ヒロイントップ20〜1億2千万人が選んだ永久保存版ランキング〜」 「昭和・平成のヒーロー部門」 | 孫悟空         | 1位  | [ 162 ] |
| 2018年 | オリコン                                        | 「子どもの頃に好きだったTVアニメ番組」                                                                                             | ドラゴンボール | 1位  | [ 163 ] |
| 2019年 | アニメ！アニメ！                                | 「アニメに登場する最強の老人キャラといえば？」                                                                                     | 亀仙人         | 1位  | [ 164 ] |
| 2019年 | gooランキング                                   | 「圧倒的カリスマ性のあるジャンプ主人公ランキング」                                                                                 | 孫悟空         | 1位  | [ 165 ] |
| 2019年 | gooランキング                                   | 「これぞ「真の国民的漫画」と思う漫画ランキング」                                                                                   | ドラゴンボール | 1位  | [ 166 ] |
| 2019年 | gooランキング                                   | 「せりふ回しが天才的なジャンプ作品ランキング」                                                                                     | ドラゴンボール | 1位  | [ 167 ] |
| 2019年 | gooランキング                                   | 「ジャンプ史上最強の悪のカリスマランキング」                                                                                       | フリーザ       | 1位  | [ 168 ] |
| 2020年 | 文春オンライン                                  | 「あなたが選ぶ『少年マンガ』ベスト1は？」                                                                                          | ドラゴンボール | 1位  | [ 169 ] |

### 受賞歴
| セレモニー                                | 部門・賞                        | 対象                                                                      | 結果 | 出典            |
| ----------------------------------------- | ------------------------------- | ------------------------------------------------------------------------- | ---- | --------------- |
| PlayStation Awards 2003                   | ゴールドプライズ賞              | ドラゴンボールZ                                                           | 受賞 | [ 170 ]         |
| PlayStation Awards 2004                   | ゴールドプライズ賞              | ドラゴンボールZ2                                                          | 受賞 | [ 170 ]         |
| PlayStation Awards 2005                   | ゴールドプライズ賞              | ドラゴンボールZ3                                                          | 受賞 | [ 170 ]         |
| PlayStation Awards 2006                   | ゴールドプライズ賞              | ドラゴンボールZ Sparking!                                                 | 受賞 | [ 170 ]         |
| ビデオ・オブ・ザ・イヤー 2006             | 最優秀アニメ賞                  | ドラゴンボールZ・DVD                                                      | 受賞 | [ 171 ]         |
| DVD・オブ・ザ・イヤー 2006                | TVアニメ・OVA部門               | ドラゴンボールZ・DVD                                                      | 3位  | [ 171 ]         |
| 第39回日本アカデミー賞                    | 優秀アニメーション作品賞        | ドラゴンボールZ 復活の「F」                                               | 受賞 | [ 172 ]         |
| 第9回ゴールデングロス賞                   | 日本映画部門・優秀銀賞          | ドラゴンボールZ 超サイヤ人だ孫悟空 ドラゴンボールZ とびっきりの最強対最強 | 受賞 | [ 173 ]         |
| 第10回ゴールデングロス賞                  | 日本映画部門・優秀銀賞          | ドラゴンボールZ 激突!!100億パワーの戦士たち                               | 受賞 | [ 173 ]         |
| 第11回ゴールデングロス賞                  | 日本映画部門・優秀銀賞          | ドラゴンボールZ 燃えつきろ!!熱戦・烈戦・超激戦                            | 受賞 | [ 173 ]         |
| 第12回ゴールデングロス賞                  | 日本映画部門・優秀銀賞          | ドラゴンボールZ 危険なふたり!超戦士はねむれない                           | 受賞 | [ 173 ]         |
| 第13回ゴールデングロス賞                  | 日本映画部門・優秀銀賞          | ドラゴンボールZ 復活のフュージョン!!悟空とベジータ                        | 受賞 | [ 173 ]         |
| 第33回ゴールデングロス賞                  | 日本映画部門・優秀銀賞          | ドラゴンボールZ 復活の「F」                                               | 受賞 | [ 173 ]         |
| MIPTV 2013                                | 世界のテレビを変えた50作品      | ドラゴンボールGT                                                          | 受賞 | [ 174 ]         |
| モバイルプロジェクト・アワード 2016       | モバイルコンテンツ部門・優秀賞  | ドラゴンボールZ ドッカンバトル                                            | 受賞 | [ 175 ]         |
| 日本おもちゃ大賞 2017                     | イノベイティブ・トイ部門 優秀賞 | BotsNew Characters VR DRAGONBALL Z                                        | 受賞 | [ 176 ]         |
| 日本ゲーム大賞 2017                       | フューチャー部門                | ドラゴンボール ファイターズ                                               | 受賞 | [ 177 ]         |
| 日本商品化権大賞 2017                     | 国内部門                        | ドラゴンボールシリーズ                                                    | 受賞 | [ 178 ]         |
| 2003年度JASRAC賞                          | 銀賞                            | ドラゴンボールZ BGM                                                       | 受賞 | [ 179 ] [ 180 ] |
| 2007年度JASRAC賞                          | 国際賞                          | ドラゴンボールZ BGM                                                       | 受賞 | [ 179 ]         |
| 2014年度JASRAC賞                          | 国際賞                          | ドラゴンボールZ BGM                                                       | 受賞 | [ 179 ]         |
| 2017年度JASRAC賞                          | 国際賞                          | ドラゴンボールZ BGM                                                       | 受賞 | [ 179 ]         |
| 2018年度JASRAC賞                          | 国際賞                          | ドラゴンボールZ BGM                                                       | 受賞 | [ 179 ]         |
| PlayStation Developers Choice Awards 2018 | ベストビジュアルアーツ部門      | ドラゴンボール ファイターズ                                               | 受賞 | [ 181 ]         |
| Google Play ベスト オブ 2018              | ベストゲーム2018                | ドラゴンボール レジェンズ                                                 | 受賞 | [ 182 ]         |
| 第42回日本アカデミー賞                    | 優秀アニメーション作品賞        | ドラゴンボール超 ブロリー                                                 | 受賞 | [ 183 ]         |
| クランチロール・アニメアワード 2019       | ベストアニメシリーズ賞          | ドラゴンボール超                                                          | 受賞 | [ 184 ]         |
| CEDEC AWARDS 2019                         | ゲームデザイン部門・優秀賞      | ドラゴンボール ファイターズ                                               | 受賞 | [ 185 ]         |
| 日本商品化権大賞 2019                     | グローバル部門                  | ドラゴンボール超 ブロリー                                                 | 受賞 | [ 76 ]          |

## 日本国外での展開
コミックスは40カ国以上で発売され、アニメは80カ国以上の国と地域で放送された。テレビ朝日放送の『決定!これが日本のベスト』での「世界に進出した日本の人気アニメ ベスト100」のアンケートで本作が1位を獲得し、オリコンが行った「世界に通用していると思う日本のアニメ」、「世界に通用しているマンガ＆アニメランキング」のアンケートで、いずれも『ドラゴンボール』が圧倒的な得票数で1位に選ばれるなど、日本国外でも高い人気と知名度を誇っており、その人気は世界規模である。2019年の世界市場規模は約2500億円を記録しグローバルな市場を創出するなど商品化権ビジネスの発展に貢献した。2019年時点で全世界市場規模は230億ドル（約2兆5000億円）を記録している。

### 北米
アメリカ合衆国
アメリカでは1995年9月に米国内83局ネットで『ドラゴンボール』、1996年9月13日に『ドラゴンボールZ』が放送開始されたが、いずれの放送も日本アニメの地位の低さおよび『ドラゴンボールZ』に関しては暴力的とみなされたことから当初は大手放送局ではなくローカル局で週1回、深夜や早朝5時台での放送を余儀なくされインターネット上ではカルト的人気を得ていたものの視聴者数は思うように伸びなかった。しかし1998年に大手ケーブル局カートゥーン ネットワークで週5日の放送が始まると放送直後から爆発的人気を獲得し、1999年9月30日の放送で局の視聴率記録を塗り替えて全米を席巻するほどの人気となった。『ドラゴンボールZ』は1990年代のアメリカの子供たちの多くがテレビで見たことがあり、アメリカでの人気は日本での人気に匹敵し、アメリカの一般家庭にまで日本アニメを浸透させた。
2000年以降も高い人気を誇っており2001年9月26日の放送で『ドラゴンボールZ』は約275万の家庭で視聴され、カートゥーン ネットワーク史上「最も見られた番組」となった。2002年9月16日 - 9月22日の週間ランキングで全米大手ケーブル局の中で『ザ・シンプソンズ』などの番組を上回る1位の視聴者数を獲得。2003年10月3日に放送が開始された『ドラゴンボールGT』も高視聴率を獲得し、『ドラゴンボール』シリーズはアメリカで成功を収めた。
その人気の高さから米LYCOSの検索ランキングで「"dragon ball"」 のキーワードが2001年、2002年と「2年連続第1位を獲得」。2003年6月には米LYCOSトップ50の最も多く検索された検索ワードランキングで全米トップ10以内に「200週間連続でランクイン」する快挙を達成した。これは『ドラゴンボール』がアメリカで絶え間ない人気であることを証明しており、2005年にLYCOSが発表した過去10年間の検索数ランキングでも『ドラゴンボール』は総合2位、米Yahoo!の検索ランキングでも3位となる快挙を成し遂げ、人気と知名度の高さをあらためて印象づける結果となった。放送終了後も新作アニメを上回るほどの高い人気を維持し続けており、再放送もされるなど『ドラゴンボール』シリーズはファニメーションにとって最も有力なアニメ作品となっている。
ビデオゲームは2000年にINFOGRAMES（現ATARI）社が北米および国際市場でのビデオゲームの制作と販売のライセンスを獲得し、北米開発のソフトが発売され、ATARIは2005年度に本作関連で8500万ドルの売上を記録し、本作関連商品が収益の柱となっていた。2009年にATARIとの契約満了に伴いバンダイナムコゲームス（現バンダイナムコエンターテインメント）が北米でのライセンスを取得して以降は同社より本作関連のゲームが発売されており、2014年までにアメリカで『ドラゴンボール』シリーズのビデオゲームの販売本数は1500万本以上を記録した。
アニメ『ドラゴンボール』シリーズのビデオとDVDの売上は2006年時点で2500万本の販売数を記録している。これはアメリカで発売されたアニメシリーズでは1位であり、日本国外の公式サイトである「Dragonballz.com」には1か月あたり100万人以上のアクセスがある。米ニールセン・ビデオスキャンの分析データによるとアニメ版『ドラゴンボールZ・シーズン1』は2007年のアニメDVDの販売数で全米でトップを記録。同社の社長は「ドラゴンボールZは絶え間なく増え続けるファンをベースに持つ非常に人気の作品です。根強いファンと次世代のファンのおかげでドラゴンボールZはアメリカで最も人気のある作品の一つとして君臨し続けます。」と感想を述べた。ファニメーションの社員はAnime News Networkのポッドキャストで「2011年に一番売れた日本のアニメDVD」は『ドラゴンボールZ』だと語った。DVDとBlu-ray Discの販売数は2017年時点で3000万本を超える。
2010年5月24日から米アニメ専門チャンネルのニックトゥーン（Nicktoons）で放送が始まった『ドラゴンボール改』（米タイトルは『DRAGON BALL Z KAI』）が好調なスタートを切った。9歳〜14歳、12歳〜17歳、9歳〜14歳（男）、12歳〜17歳（男）の4カテゴリで第1話の視聴率が同局の開局以来の最高視聴率を記録した。
映画は『ドラゴンボールZ 神と神』が2014年8月5日 - 9日の4日間限定で公開され、興行収入220万1569ドルを記録し、『ドラゴンボールZ 復活の「F」』は2015年4月11日にロサンゼルスプレミアがハリウッドの名門劇場「エジプシャンシアター」で行われ、当日は500人を超える熱狂的なファンをはじめ世界各国からマスコミが詰めかけた。同年8月4日より公開され、興行収入約800万ドルを記録した。
2019年1月16日に劇場版『ドラゴンボール超 ブロリー』が公開され、公開初日に興行収入700万ドルを記録して「全米初登場1位」を達成。21世紀以降公開の作品では初の快挙となった。公開5日間で興収2000万ドルを突破し、日本アニメ専門のファニメーションによる1200館の中規模配給であったことからヴァラエティ誌、ハリウッドレポーター誌などの米国有力メディアも『ドラゴンボール超 ブロリー』をサプライズなヒットとして取り上げた。
2022年8月18日に劇場版『ドラゴンボール超 スーパーヒーロー』が公開され、全米オープニング興行収入は8月19日〜21日までの公開3日間で2100万ドルで全米初登場1位を獲得した。邦画において全米で初登場首位を獲得するのは、1999年公開の『劇場版ポケットモンスター ミュウツーの逆襲』以来の快挙となった。また、日本を含む全世界の累計興行収入が約5200万ドル（約70.8億円）を記録、全世界週末興行ランキングでも1位を獲得している。
 カナダ
カナダの子供たちの間でも『ドラゴンボール』や『NARUTO -ナルト-』などの日本の漫画とアニメは人気であり、テレビアニメは1995年9月から放送開始した。劇場版『ドラゴンボールZ 神と神』の北米公開は当初約400スクリーン規模を予定していたが、米国・カナダで高い人気を誇っていることもあり新たに350スクリーンほどがこれに加わり合計でおよそ800スクリーンとなった。これはイベント形式の公開ではかなり大規模となる。

### 中南米
中南米でも『ドラゴンボール』は絶大な人気を誇っており、アニメはスペイン語やポルトガル語に翻訳されて繰り返し放送されている。中南米で公開された『ドラゴンボールZ 神と神』は最初の週末だけで約8億5000万円の興行収入を達成し、最終的な興行収入は中南米全体で1558万ドル以上（約17億3000万円）、全世界では約5000万ドル（54億円以上）を記録した。
 メキシコ
メキシコでは1995年9月からテレビアニメが放送開始され、1996年初頭時点でアニメ視聴率1位となり劇場版も上映された。『ドラゴンボールZ』は1997年9月2日にテレビサのCanal5で放送が開始して以降、『ドラゴンボールGT』、『ドラゴンボール超』などのシリーズはテレビサ局で放送されている。
メキシコでの本作の人気は極めて高く、ファンの数は数百万人に上るとされる。鳥山明はメキシコで最も有名な日本人1位に2018年9月8日にテレビ朝日で放送された『陸海空 地球征服するなんて』の「地球アンケート〜世界で一番有名な日本人は誰だ!?〜」で選ばれた。また違法なコンテンツも出回っておりPornhub2017年のレポートでは昨年メキシコの本サイトでの「Dragon Ball Z」の検索数が2016年と比較して964%増加し、2017年にメキシコで最も検索されたトレンドはDragon Ball Zだったと明かした。
2018年3月17日（現地時間）に『ドラゴンボール超』第130話がメキシコ全土の広場やイベント会場などで放送された。一部の自治体には東映アニメーションと在メキシコ日本国大使館から著作権の都合上放送しないようにとの手紙が送られたが、伝達が行われた場所も含めてケレタロ、ミチョアカン州、サン・ルイス・ポトシ、イダルゴ州、サカテカス、グアナフアト、ソノラ州、タマウリパス州などの多くの都市や州で放送されてその盛り上がりは全国のプロサッカーの試合を上回るほどであった。チワワ州シウダー・フアレスの広場で行われた放送には1万人以上が集まり、市長のArmando Cabadaは「Crunchyrollと東映アニメーションと交渉の末、許可を貰っての放送。」とのこと。歴史地区のケレタロのゲレーロ庭園には3500人以上が訪れ、モレロスのアルマス広場でも大勢の人たちが集まった。ベラクルスでは元気玉の元気を集めるように会場の人たちが手を上げており、『ドラゴンボール』がメキシコ国民に愛されているといえる結果となった。
2013年9月27日に公開された劇場版『ドラゴンボールZ 神と神』は累計興行収入446万5917万ドルを記録、2019年1月10日に公開された劇場版『ドラゴンボール超 ブロリー』は公開3日間で観客動員数230万人以上、興行収入Mex$1億2360万（約7億円）を記録した。
 エクアドル
エクアドルの都市マチャラの広場で2018年3月17日（現地時間）に行われた『ドラゴンボール超』第130話の放送には1万人以上が集まった。
 エルサルバドル
エルサルバドルの首都サンサルバドルの広場で2018年3月17日（現地時間）に行われた『ドラゴンボール超』第130話の放送でも数千人以上が訪れた。
 アルゼンチン
アルゼンチンでは、1997年4月にケーブルチャンネル「Magic Kids」でメキシコ版のダビングが放送され、『ドラゴンボールZ』は1998年5月、『ドラゴンボールGT』は2000年から放送開始し、劇場版も上映されるなど、「Magic Kids史上最も成功したアニメ作品」となるほどアルゼンチン国内に多くのファンを抱え、絶大な人気を誇っている。2013年9月にアルゼンチンで公開された劇場版『ドラゴンボールZ 神と神』は約305万ドルの興行収入を記録した。
コミックスは2008年にIvrea社から出版されている。Ivrea社のライセンスマネージャーのハビエル・ヘレディアは「ドラゴンボールはもっとも売れているタイトルの一つで、再版の売上が現在の新作漫画の売上を凌駕するほどです」と語った。
 コロンビア
2013年10月にコロンビアで公開された劇場版『ドラゴンボールZ 神と神』は封切り直後の週末に16万人が劇場に押し掛け、最終興行収入は110万ドル以上を記録した。
 ベネズエラ
2013年10月にベネズエラで公開された劇場版『ドラゴンボールZ 神と神』は約105万ドルの興行収入を記録した。
 チリ
チリでは、1997年から2002年にかけてアニメ『ドラゴンボール』シリーズが民放のテレビ局メガで放送され、『ドラゴンボール』と『美少女戦士セーラームーン』の人気の高まりを受け、チリで乳製品の製造・販売を行っているソプロレは、自社製ヨーグルト容器のふたにこれらのイメージキャラクーを印刷し、コレクションアルバム用に販売していたことがある。2013年10月に『ドラゴンボールZ 神と神』がチリ国内66ヵ所の映画館で上映され、観客動員数でスペイン製映画に次ぎ4位を記録し、興行収入は135万ドル以上を記録した。
 ペルー
ペルーでも『ドラゴンボール』は最も人気のあるアニメ作品の一つであり、「ゴハン」、「クリリン」、「ピッコロ」など、『ドラゴンボール』の登場人物にちなんで名前を名付けられた人が、500人以上いることが同国の政府機関の調べで明らかとなり、ペルー紙レプブリカは「信じられないことだが、この人気アニメに関係する名を持つ人が、我が国には何人もいる」と日本アニメの影響力の大きさを報じている。また、各国メディアによるとアルゼンチン、チリ、ブラジルでも登場人物にちなんで名付けられた人がいるという。
2019年1月10日に劇場版『ドラゴンボール超 ブロリー』が公開され、封切りとなった水曜深夜の上映で3万4000枚以上のチケットを売上げ、これまで最高だった『アベンジャーズ/インフィニティ・ウォー』を超え、「ペルー史上最も成功した深夜上映」を達成。公開初日の観客動員数は25万7420人を記録し、『アスマーレ2』などを抜き、ペルー史上二番目に多い観客動員数となった。
 ブラジル
ブラジルでは、『ドラゴンボール』と『聖闘士星矢』は絶大な人気を誇っており、ブラジルでの両作品に対する熱気は日本のそれ以上の様子である。アニメ『ドラゴンボール』シリーズは1996年から、いくつかのテレビ局で放送され高視聴率を収めており、1996年8月19日に大手テレビ局SBT、1999年に大手テレビ局バンデランテス、2002年にブラジル最大の放送局ヘジ・グローボ局で放送され、2000年頃、バンデランテス局で放送の『ドラゴンボールZ』の視聴率は10%を記録した。その当時は1%が160万人相当で、視聴率10%は1600万人相当にのぼる。
コミックスは2000年にConrad Editora社から出版が開始し、2011年5月にConrad Editora社は集英社との取引をキャンセルし『ドラゴンボール』や『ONE PIECE』などの出版が終了となった。2003年当時15日ごとに出版されている新刊は各巻6万部が市場に供給されており、最大の売れ筋となっている。同社から発売されたコミックスの売上は60冊刊行時点で累計約600万部を記録した。2012年からはPanini Comics社より、コミックスが出版されている。
 パラグアイ
パラグアイでも『ドラゴンボール』は大人気であり、パラグアイで日本文化の漫画が圧倒的な人気を博し、その後の根強い愛好家を誕生させたのは『ドラゴンボールシリーズ』の到来によるもので、これに刺激されて2007年からマンガ・コスプレ・アニメ愛好家団体「Mack」を中心として大規模な芸術活動が始まっている。
 コスタリカ
コスタリカの子供たちの間では『ドラゴンボール』は知らない人がいないほど関心が高く人気を得ている。
 ドミニカ共和国
ドミニカ共和国では、1998年からTelesistema局でテレビアニメが放送され、ドミニカ共和国の歴史上、最も人気のあるアニメ作品となった。

### ヨーロッパ
フランス
フランスでは1987年9月2日にTF1にて、ドロテがパーソナリティを務める子供向け番組『クラブ・ドロテ』（Club Dorothée）の放送が開始され、その番組内で1988年3月2日からアニメ版『ドラゴンボール』の放送が開始されるとたちまち人気を博し、1989年当時、東映動画の国際部長だった林幸夫は「フランスではTF1で放送されて視聴率は67.5%を記録。昨年フランスで放送されたテレビアニメで第一位の人気だった」と証言している。1988年にはアニメ雑誌『PIFジャーナル』のテレビフィルムアニメーション部門アニメグランプリ「金のトリュフ賞」を受賞、1991年にはTF1局の番組『クラブドロテ』の優秀アニメーション賞第1位、1995年には『ドラゴンボールZ』が再び同賞第1位を受賞した。1995年10月末から行われた『ドラゴンボールZ 復活のフュージョン!!悟空とベジータ』と『ドラゴンボールZ 龍拳爆発!!悟空がやらねば誰がやる』2作品一挙上映では、パリおよび近郊都市でのロングラン上映を含め、全仏140館で上映され、3週間で33万人を動員する大ヒットとなった。『クラブ・ドロテ』の最盛期には4歳 - 14歳の65%が視聴するという、まさに「お化け番組」であり、放送終了後、子供たちは日本アニメの喪失感に襲われた。
1993年5月17日から、グレナ社よりフランス語版コミックスが出版され、1996年にテレビアニメの放送終了後にマンガの人気に火をつけた。テレビでアニメを見ることができなくなった子供たちの一部はマンガに流れ、それまで日本のアニメを見る層は必ずしもマンガを読む層ではなかったが、『クラブ・ドロテ』の終焉により、視聴率65%を支えていた視聴者の一部はマンガを読むようになった。中でも『ドラゴンボール』は大人気となり、『AKIRA』はマニア受けする作品であったが、マンガをフランスの大衆に根付かせたのは『ドラゴンボール』であり、こうしてビッグタイトルを得たグレナ社は、フランスのマンガ出版をリードする会社となった。
| フランス語版コミックス売上推移 | フランス語版コミックス売上推移 | 出典  |
| ------------------------------ | ------------------------------ | ----- |
| 2005年、年間売上部数           | 151万6259部                    | [258] |
| 2007年、年間売上部数           | 92万249部                      | [259] |
| 2008年、年間売上部数           | 87万8807部                     | [259] |
| 2009年、年間売上部数           | 73万4320部                     | [260] |
| 2010年、年間売上部数           | 57万4965部                     | [260] |
| 2011年、年間売上部数           | 35万4901部                     | [261] |
| 2017年、年間売上部数           | 44万5000部                     | [262] |
| 2021年、年間売上部数           | 186万7934部                    | [263] |
| 2004年時点累計発行部数         | 1000万部                       | [264] |
| 2012年時点累計発行部数         | 2000万部                       | [265] |
| 2022年時点累計発行部数         | 2600万部                       | [266] |
| 2023年時点累計発行部数         | 2800万部                       | [267] |
※ジャック・グレナによると、2017年時点で3000万部、2019年時点で約3500万部との事だが、グレナ社によると上記の2800万部が現在の部数。
2017年4月にグレナ社より発売された『ドラゴンボール超』コミックス第1巻は『ONE PIECE』、『ワンパンマン』などの作品を上回る、新作タイトルとしては異例の10万部以上を売上げ、2017年のフランスのコミックス売上ランキングで2位を記録した。2018年1月に発売された『ドラゴンボール超』コミックス第3巻も10万部以上を売上げ、『ワンパンマン』や『約束のネバーランド』を上回り、日本の漫画では1番の売上を記録した。
在フランス日本国大使館が毎年行っている「フランスで最も有名な日本人」の調査で鳥山明が選ばれた年もあって、2004年当時、文化庁主催の特別講演で浜野保樹は「（選ばれているのは）ずっと鳥山明」と証言していた。フランス・アングレームで2013年1月31日から2月3日まで開かれていた国際漫画祭で、鳥山は「40周年特別賞」を受賞した。2019年5月30日にフランス文化省から、芸術・文学の領域での創造をフランスや世界での普及に傑出した功績のあった人物として、鳥山明はフランスの名誉勲章「芸術文化勲章・シュヴァリエ」を受章した。
2019年7月4日から7月7日にかけて、パリ近郊で開催されたJapan Expoが今回で20回目の開催となったことに合わせてフランスの日刊紙ル・モンドが「日本の傑作漫画20選」を独自に選んで発表し、本作もその一つに選ばれた。
 ドイツ
ドイツでは、現在も『ドラゴンボール』は絶大な人気を誇っており、テレビアニメはヨーロッパ最大のメディアグループRTLグループ所属のRTL IIにて、1999年8月30日から『ドラゴンボール』、2001年8月27日から『ドラゴンボールZ』、2006年10月20日から『ドラゴンボールGT』が放送され、『ドラゴンボールZ』はRTL2で放送されていたリアリティ番組ビッグ・ブラザーの時間帯に放送を開始し、2002年に『ドラゴンボールZ』は最高の評価を得た。2002年5月8日放送のエピソード257では117万人の視聴者を集め、14歳 - 49歳の間では、9.0%の市場シェアを獲得、同年6月5日のエピソードでは3歳以上で137万人が視聴し、291番目のエピソード「Auf eine neue！」では、6.5%の市場シェアを記録し、14歳 - 49歳は9.0%のシェアを達成した。ドイツでは、今日までテレビアニメで100万人を超える視聴者は想像もつかない規模であり、如何に『ドラゴンボールZ』の数字が大きなものだったのかを示した。
コミックスは1997年にCarlsen Verlag社からドイツ語版のコミックスを刊行開始し、売上げは爆発的な伸びを見せ、2007年までに650万部を記録し、ドイツで日本漫画ブームの火つけ役となった。2012年時点で800万部以上を記録し、「ドイツで最も人気のある漫画」である。また、第1巻の売上は2021年5月時点で、38万6000部を記録。この数字は1冊の売上としてはドイツで販売されている漫画の中で最も売れている数字である。
 ポーランド
ポーランドでは、2001年にJPF社からポーランド語版の漫画が販売されており、『ドラゴンボール』の漫画を隔週で出し続けた2001年 - 2002年はポーランド漫画市場の最盛期となり、通常、漫画を買わないポーランドの若年層までも『ドラゴンボール』だけは買う、という特殊な現象があった。『ドラゴンボール』がヒットした最盛期（2002年）には、同社の年間売上高が500万ズロチ（約2億2500万円）相当に達し、今日に至るまで、JPF社はポーランド・マンガ市場におけるリーダー的存在となった。2017年にJPF社の編集長Andrzej Kownackiは「我が社で最も人気が高いのは『ドラゴンボール』で、現在までそれを上回る作品はいない」と語った。2018年2月28日から『ドラゴンボール超』の漫画が発売されている。
 イタリア
イタリアでは、1989年に「Junior Tv」でアニメ『ドラゴンボール』の最初のエピソード1話から54話のみが放送され、1996年にイタリアの大手メディアグループメディアセットが権利を取得し、1996年から新たに放送が開始され、1999年には大手テレビ局「Italia1」で『ドラゴンボールZ』と『ドラゴンボールGT』の放送が開始し、その後、何度も再放送されるなど『ドラゴンボール』シリーズはイタリアで絶大な人気を得ている。2005年12月から2009年6月まで「Italia1」で放送されたシリーズは、「平均視聴者数200万人、最高視聴者数350万人」を記録するなど、極めて高いシェアを獲得している。
2016年12月23日から、「Italia1」で『ドラゴンボール超』の放送が開始され、12月23日放送のエピソード1で、147万人の視聴者と8.8%のシェアを獲得、12月30日放送のエピソード8は、175万1000人の視聴者と9.9%のシェアを獲得、2017年1月5日放送のエピソード14では、193万1000人の視聴者と10.21%のシェアを獲得し、その後も高い視聴者数とシェアを獲得しており、平均視聴者数は132万人に達する。イタリアのみならず『ドラゴンボール超』はフランス、スペイン、ポルトガルなど、ヨーロッパ各国でも高い視聴率を記録しており、東映アニメーションヨーロッパ社長のRyuji Kochiは「ドラゴンボールは、ヨーロッパ各地で絶賛され評価されており、ドラゴンボールシリーズは、3世代におよぶファンによって受け入れられている文化的な定番作品です。2017年の国際テレビ番組見本市「MIPTV」に参加する際には新しい放送パートナーシップを創り出すことを楽しみにしています」と語った。
コミックスは1995年4月にスターコミックス社から出版が開始され、1998年からはDragon Ball Deluxe（豪華版）が2001年までに全42巻出版された。このシリーズは1990年代後半から2000年代前半までの間に、各巻ごとに15万部以上を売り上げ、ベストセラーとなった。スターコミックス社から出版されている単行本は2021年時点で1600万部の売上を記録。
パニーニ社からも出版されており、パニーニ社のキオスク版は2002年当時、毎月50万部を売り上げ、2007年2月時点でイタリアにおける売れ筋漫画ランキングで『ドラゴンボール』が1位となった。
 スペイン
スペインでは、1990年2月8日にTVGでガリシア語版のタイトル「As Bolas Máxicas」で放送開始、1990年2月15日にカタルーニャ州の放送局TV3でカタルーニャ語版のタイトル「Bola de Drac」で放送開始されるなど、いくつかの地方のテレビ局でアニメ『ドラゴンボール』の放送が開始されると、その暴力的な要素ゆえに多くの批判を引き起こしたが、一方であらゆる年代にわたる熱心なファン層をつくりだした。特にカタルーニャでは、放送開始以来、若者の間で大きな人気を集め、社会現象となるほどの大ブームとなった。その後、アンテナ3でスペイン全土で放送されて70%の視聴率を獲得した。
コミックスは、1992年5月にプラネタ・デアゴスティーニ社から、カタルーニャ語とスペイン語に翻訳された毎週刊行のホワイトシリーズ（分冊版）が発売開始し、第1巻の発行部数はカタルーニャ語版10万部、スペイン語版5万部を記録し、爆発的な成功を収め、その大きな成功は他の出版社を勇気づけ、数多くの新しい日本の作品がリリースされることとなった。隔週で刊行されたレッドシリーズは1冊あたり10万部以上の売上げを記録し、このシリーズはスペインの漫画記録をすべて破り、「スペイン出版史上60年ぶりの大ヒット」となった。2013年時点での累計発行部数は2000万部を記録した。
2017年から、Planeta Cómic社よりカタルーニャ語とスペイン語に翻訳された漫画『ドラゴンボール超』の2つのバージョンが出版されている。日本と同様の通常版と過去に出版されたレッドシリーズの続編として、1話ごとに単行本化したものが発売されている。
ヨーロッパのプロサッカーリーグでも反響を呼んでおり、2016年9月13日にFCバルセロナのネイマールは自身のTwitterにリオネル・メッシとの2ショット写真とともに「FUSAO」（ポルトガル語でフュージョンを意味する）に炎マークに指を向かい合わせる絵文字を添え、さらに「Sayajin」（サイヤ人）のハッシュタグを添えて投稿し話題を呼んだ。2017年9月16日にリーガ・エスパニョーラ公式SNSに柴崎岳と孫悟空のコラージュ画像が投稿され、大きな反響を呼んだ。2018年6月1日にレアル・ベティスは、サッカー日本代表乾貴士の獲得を発表し、ベティスがSNSに公開した公式動画は、『ドラゴンボール』などを用いたものであり、公開から14時間ほどですでに140万回視聴され、世界的に著名な日本アニメだけにスペインだけに留まらず、イタリアのメディアも報じるなど、ヨーロッパ各国でも話題となっている。
 ポルトガル
ポルトガルでは、1995年にSICテレビ局でテレビアニメが放送開始し、今日まで繰り返し再放送が行われるほど成功を収めている。2016年以降、同局にて『ドラゴンボール超』が放送されており、高視聴率を記録した。コミックスはスペインの出版社Planeta DeAgostiniから出版されている。
 イギリス
イギリスでは、2005年にGollancz Mangaからコミックスが出版され、漫画版『ドラゴンボールZ』の4巻まで出版し、以降はViz Mediaがライセンスを引き継ぐ形で出版している。イギリスの制作会社「K＆K productions」が『ドラゴンボール』のファンムービーを製作し反響を呼んだ。
2019年1月23日に劇場版『ドラゴンボール超 ブロリー』が公開され、観客動員数約10万人、興行収入約100万ポンドを記録した。Manga Entertainment社によると「日本の劇場用アニメ作品の興行収益としては『千と千尋の神隠し』に次ぐ歴代2位の収益」である。
家庭用ゲームソフト『ドラゴンボール ファイターズ』はイギリスのUKチャート2018年1/21〜27のランキングで、『ドラゴンボール』シリーズ最高となる2位を獲得した。2020年1月17日に英国で発売された『ドラゴンボールZ カカロット』は2020年1月18日付けの販売チャートで1位を獲得した。
 デンマーク
デンマークではForlaget Carlsen社が1998年からデンマーク語で単行本を翻訳・発行を開始した。同国においては人口が550万人ほどであるにも拘らず、150万部を超える販売部数を記録している。
 スウェーデン
スウェーデンでは、Bonnier Carlsen社からスウェーデン語で翻訳・発行され『ドラゴンボール』のコミックスが4巻までの合計で120万冊売れている。
 フィンランド
フィンランドでは、2003年にSangatsu Manga社から単行本が出版されベストセラーとなったが、一時、亀仙人の児童に対するセクハラ描写が国会で問題になったことや、4巻を出版した時点で「児童ポルノにあたる描写がある」という理由で一時期販売禁止になったことがある。後に全巻が出版されたが、一部修正が施されている（フィンランド語版ウィキペディア参照）。アニメも放送されたが、こちらも児童ポルノを連想させるシーンが夕方の放送にふさわしくないという理由で、番組の途中で急遽放送が中断され夜中に再放送されたことがあった。
 ハンガリー
ハンガリーでは、Semic社から1999年に『ドラゴンボール』の漫画が連載され、出版されている。テレビアニメはRTL Klubチャンネルで『ドラゴンボール』と『ドラゴンボールZ』が放送された。

### 中東・アフリカ
中東やアラブ世界では、アラブ首長国連邦のドバイに拠点を構えるアニメ専門チャンネルSpacetoonでテレビアニメが放送されており、各国で人気を博している。
アフリカにおいては、北アフリカなどで「Spacetoon」でアニメが放送された。南アフリカでも『ドラゴンボール』や『ポケットモンスター』は有名であり、カメルーンの首都ヤウンデで開催された日本文化祭では、青年協力隊有志による『ドラゴンボール』の主題歌が演奏され会場全体が大盛り上がりであった。ベナンではフランス語版の単行本が出版されている。
2020年3月16日から、カートゥーン ネットワーク アフリカのキッズチャンネルでアニメ『ドラゴンボール超』の放送が開始している。キッズコンテンツディレクターのアリアン・スベッグは「ドラゴンボール超の世界的な人気は、アフリカの家庭やアニメファンにまっちするのに最適です」と語り、「ドラゴンボール超はまったく新しいドラゴンボール時代の幕開けであり、まったく新しい世代の子供たちのグループが今や友達と一緒にスーパーサイヤンを見ようとしていることを知っています」と語った。
 イスラエル
イスラエルでは、2015年に本作のファンクラブが設立され、8300人が加入してるイスラエルで最大のファンクラブの1つであり、アニメ・マンガ共に盛んな人気を誇っている。また、テレビアニメも放送されており、子供たちの間で最も人気のアニメとして挙げられている。
映画『ドラゴンボール超 スーパーヒーロー』の上映イベントで、かめはめ波を1度に放つ人数記録に会場に集まった974人のファンにより、かめはめ波が披露され、従来の記録であった2019年にアメリカ・サンディエゴで達成された784人を上回り、ギネス世界記録を更新した。
 サウジアラビア
サウジアラビアでも人気が高く、国民の40%が『ドラゴンボール』のアニメを視聴したことがある。
2024年3月22日、東映アニメーションはサウジアラビアに本作のテーマパークとしては世界初となる『ドラゴンボールテーマパーク』の建設を発表した。同国の政府系ファンドパブリック・インベストメント・ファンドの子会社と戦略的パートナーシップ契約を結び、総合エンターテインメント都市キディヤに広さ約50万平方メートルの敷地に、本作に登場する場所や世界観などを再現する。

### アジア
日本以外のアジアにおいては、中国や韓国などアジア各国で海賊版が多数出回り、タイでは20社に及ぶ出版社が海賊版を発行するという「タイのドラゴンボール争奪戦」というものが起こるなど、版権元を悩ませている。アジアでの本作の呼び名は、中国本土では「龍珠」、または「七龍珠」、香港では「龍珠」、台湾では「七龍珠」、マレーシアでは「Mutiara Naga」（龍の真珠）と呼ばれている。
 中国
中国でも1989年頃から長きに渡り複数の海賊版が横行し2005年時点で1億部以上が出回ったとも言われており、2005年に中国少年児童出版社から「龍珠」とのタイトルで正規版の刊行が開始し、発売100日で100万部を達成した。その後も増刷が繰り返されるほど人気が高く、2009年12月までに累計販売数は669万冊を記録。この数字は2009年時点で中国で販売されている日本の漫画作品の中でトップの数字である。2013年時点での正規版累計発行部数は1000万部以上を記録。
2014年7月に来日した映画監督のチャウ・シンチーは会見で、中国香港合作映画『西遊記〜はじまりのはじまり〜』を制作する上で『ドラゴンボール』から大いに影響を受けたと語っており、同映画を絶賛した鳥山がポスターを描き下ろしている。
2023年12月31日、中国で開催されたbilibiliによる新年祝賀会ライブで、本作の40周年と新年を記念して、中国の青年舞踊団O-DOGによる本作のパフォーマンスが行われ、その模様がbilibiliでライブ配信され、視聴者数が3億4,400万人を超える記録的な数字を記録した。
 香港
香港では、1992年以降に文化傳信（英語:CULTURE COM）社から「龍珠」というタイトルで単行本が発売されており、『ドラゴンボール』や『SLAM DUNK』は毎巻15万部を超える売上を記録した。第1巻は重版が繰り返され30万部と大ヒットした。
 中華民国
台湾でも『ドラゴンボール』の人気が高く、「七龍珠」と言えば、たいていの人が「ピンとくる」という。漫画は1992年9月から東立出版社有限公司の週刊誌「宝島少年」で「七龍珠」とのタイトルで連載された。アニメは台湾電視公司で放送され、アニメの映像ソフトも発売されている。2017年に完全版15周年を記念して、鳥山の複製サイン色紙付きの完全版ボックスが発売された。
 韓国
韓国では、1989年にソウル文化社から連載がスタートしたコミックスの正規流通の販売数は1冊あたり約50万冊に達する。当時は海賊版も大々的に出回っており、出版元が10か所以上にのぼるほどの超人気作品であった。ソウル文化社のグァクヒョンチャン局長は「1990年代初めのドラゴンボールの人気はすごかった。シリーズが公開されるたびに、いくつかの業者が海賊版まで製作、販売して警察に告発して苦労した。毎号10万部ほどだった漫画雑誌『IQジャンプ』がドラゴンボールを連載して以降、60万部も売れた」と語った。2009年頃にはコミックスの販売部数が2000万部を記録した。韓国3大漫画出版社のソウル文化社と鶴山文化社の調査でも『ドラゴンボール』と『SLAM DUNK』は歴代コミック販売部数1、2位を占め、ソウル文化社と鶴山文化社の関係者たちは、この2作品の人気は今も衰えることを知らないと語った。
2008年2月14日にバンダイコリアは、ソウル市内のホテルでプレスカンファレンスを行い、日韓共同で開発中の『ドラゴンボールオンライン』の内容をマスコミ向けに公開し、会場には世界的な人気を誇る『ドラゴンボール』で初となるMMORPGの発表会とあって韓国国内から約40社のメディアが集まり、本作に対する期待の高さを印象付けた。原作側を代表して集英社取締役の鳥嶋和彦は「韓国はドラゴンボールが日本以外で初めて出版され、そこから世界中に人気が広がるきっかけとなった国。その韓国でドラゴンボールオンラインを始められることをうれしく思います」とコメントした。
 北朝鮮
北朝鮮では、2004年6月21日に朝鮮中央テレビで『ドラえもん』とほぼ同一と見られる映像が流れ、主題歌が流されているシーンでは『ドラゴンボール』の一場面が放送されたが、『ドラゴンボール』の放送権を持つフジテレビは「北朝鮮のテレビ局とのリレーションは全くない」と映像協力はしておらず、無断使用とみられる。北朝鮮では1日に1回アニメ番組を放送しているが、著作権といった概念がなく、日本への関心の高まりと分析される。
 ベトナム
ベトナムでは、1995年にキムドン社から「7 Viên Ngọc Rồng」（七つの龍の球）のタイトルで全67巻が出版され、大ヒットを記録した。しかし、90年代当時に出回っていた日本の漫画はすべて海賊版であった。2005年にベトナムがベルヌ条約に加盟し、ベトナム各出版社は日本から正式にライセンスを取るようになり、これを機に海賊本は急激に姿を消していった。2018年10月5日から漫画『ドラゴンボール超』が出版開始し、過去のシリーズも再発行されている。
 インドネシア
インドネシアでは、Elex Media Komputindo出版社からコミックスが出版された。2016年5月から色彩も新たにしたコミックスが同社より出版されている。
 タイ
タイでは、1996年1月からテレビアニメが放送開始した。2014年に開催されたTOKYO GIRLS TOWNで日本代表のSOLIDEMOがタイで最も有名な日本のアニメソングのひとつと言われる『CHA-LA HEAD-CHA-LA』を熱唱し、集まったタイの観客たちは大熱狂であった。
 フィリピン
フィリピンでは、GMA-7でテレビアニメが放送され、好評を博した。2018年の視聴率ランキングに『ドラゴンボールZ』と『ドラゴンボール改』がランクインするなど人気を得ている。
 オーストラリア
オーストラリアでは、ネットワーク・テンの子供向け番組Cheez TVでアニメが放送され、『ドラゴンボール』や『ポケットモンスター』などの作品が人気を博した。
東映アニメーションはABC Australiaとの契約を結び、2018年11月3日からABC MEネットワークで『ドラゴンボール超』の放送が開始されている。

## 書誌情報

### 単行本
- 鳥山明 『ドラゴンボール』 集英社〈ジャンプ・コミックス〉、全42巻　
  1. 「孫悟空と仲間たち」1985年9月10日発売[344]、ISBN 4-08-851831-4
  2. 「ドラゴンボール危機一髪」1986年1月10日発売[345]、ISBN 4-08-851832-2
  3. 「天下一武道会はじまる!!」1986年6月10日発売[346]、ISBN 4-08-851833-0
  4. 「大決勝戦」1986年10月9日発売[347]、ISBN 4-08-851834-9
  5. 「マッスルタワーの恐怖」1987年1月9日発売[348]、ISBN 4-08-851835-7
  6. 「ブルマの大失敗!!」1987年3月10日発売[349]、ISBN 4-08-851836-5
  7. 「追跡!!ブルー将軍」1987年5月8日発売[350]、ISBN 4-08-851837-3
  8. 「孫悟空突撃」1987年7月10日発売[351]、ISBN 4-08-851838-1
  9. 「こまったときの占いババ」1987年9月10日発売[352]、ISBN 4-08-851839-X
  10. 「第22回天下一武道会」1987年11月10日発売[353]、ISBN 4-08-851840-3
  11. 「天下一のスーパーバトル!!」1988年2月10日発売[354]、ISBN 4-08-851608-7
  12. 「ピッコロ大魔王の恐怖!」1988年4月8日発売[355]、ISBN 4-08-851609-5
  13. 「孫悟空の逆襲!?」1988年6月10日発売[356]、ISBN 4-08-851610-9
  14. 「さらなる飛躍」1988年8月10日発売[357]、ISBN 4-08-851611-7
  15. 「群雄割拠!」1988年12月6日発売[358]、ISBN 4-08-851612-5
  16. 「龍虎相討つ!」1989年2月10日発売[359]、ISBN 4-08-851613-3
  17. 「かつてない恐怖」1989年5月10日発売[360]、ISBN 4-08-851614-1
  18. 「孫悟飯とピッコロ大魔王」1989年7月10日発売[361]、ISBN 4-08-851615-X
  19. 「いそげ!孫悟空」1989年11月10日発売[362]、ISBN 4-08-851616-8
  20. 「天下分け目の超決戦!!」1990年1月10日発売[363]、ISBN 4-08-851617-6
  21. 「めざせ!ナメックの星」1990年4月10日発売[364]、ISBN 4-08-851618-4
  22. 「ナメック星人の抵抗」1990年7月10日発売[365]、ISBN 4-08-851619-2
  23. 「恐怖のギニュー特戦隊」1990年10月8日発売[366]、ISBN 4-08-851620-6
  24. 「悟空か!?ギニューか!?」1991年1月10日発売[367]、ISBN 4-08-851414-9
  25. 「フリーザ超変身!!」1991年3月8日発売[368]、ISBN 4-08-851415-7
  26. 「孫悟空…復活!!」1991年6月10日発売[369]、ISBN 4-08-851416-5
  27. 「伝説の超サイヤ人」1991年8月7日発売[370]、ISBN 4-08-851417-3
  28. 「未来から来た少年」1991年11月8日発売[371]、ISBN 4-08-851418-1
  29. 「悟空、敗れる!」1992年3月10日発売[372]、ISBN 4-08-851419-X
  30. 「邪悪な予感」1992年6月10日発売[373]、ISBN 4-08-851420-3
  31. 「忍びよるセル」1992年8月4日発売[374]、ISBN 4-08-851686-9
  32. 「セルの完全体 完成!!」1992年10月2日発売[375]、ISBN 4-08-851687-7
  33. 「セルゲーム始まる」1992年12月26日発売[376]、ISBN 4-08-851688-5
  34. 「悟空を超えた戦士」1993年6月4日発売[377]、ISBN 4-08-851689-3
  35. 「さようなら戦士たち」1993年9月3日発売[378]、ISBN 4-08-851700-8
  36. 「ニューヒーロー誕生!!」1993年11月4日発売[379]、ISBN 4-08-851495-5
  37. 「動き始めた作戦」1994年4月4日発売[380]、ISBN 4-08-851496-3
  38. 「宿命の対決 孫悟空対ベジータ」1994年8月4日発売[381]、ISBN 4-08-851497-1
  39. 「さらば誇り高き戦士」1994年12月2日発売[382]、ISBN 4-08-851498-X
  40. 「地球軍、最後の秘密兵器!!」1995年3月3日発売[383]、ISBN 4-08-851499-8
  41. 「がんばれ超ゴテンクスくん」1995年6月2日発売[384]、ISBN 4-08-851500-5
  42. 「バイバイ ドラゴンワールド」1995年8月4日発売[385]、ISBN 4-08-851090-9
- 非売品
  - 鳥山明描き下ろし脚本完全収録 巻『F』2015年4月18日発行、映画『ドラゴンボールZ 復活の「F」』入場者特典

### 完全版
- 鳥山明 『DRAGON BALL 完全版』 集英社〈完全版コミックス〉、全34巻
  1. 2002年12月4日発売[386]、ISBN 4-08-873444-0
  2. 2002年12月4日発売[387]、ISBN 4-08-873445-9
  3. 2002年12月28日発売[388]、ISBN 4-08-873446-7
  4. 2002年12月28日発売[389]、ISBN 4-08-873447-5
  5. 2003年2月4日発売[390]、ISBN 4-08-873448-3
  6. 2003年2月4日発売[391]、ISBN 4-08-873449-1
  7. 2003年3月4日発売[392]、ISBN 4-08-873450-5
  8. 2003年3月4日発売[393]、ISBN 4-08-873451-3
  9. 2003年4月4日発売[394]、ISBN 4-08-873452-1
  10. 2003年4月4日発売[395]、ISBN 4-08-873453-X
  11. 2003年5月1日発売[396]、ISBN 4-08-873454-8
  12. 2003年5月1日発売[397]、ISBN 4-08-873455-6
  13. 2003年6月4日発売[398]、ISBN 4-08-873456-4
  14. 2003年6月4日発売[399]、ISBN 4-08-873457-2
  15. 2003年7月4日発売[400]、ISBN 4-08-873458-0
  16. 2003年7月4日発売[401]、ISBN 4-08-873459-9
  17. 2003年8月4日発売[402]、ISBN 4-08-873460-2
  18. 2003年8月4日発売[403]、ISBN 4-08-873461-0
  19. 2003年9月4日発売[404]、ISBN 4-08-873462-9
  20. 2003年9月4日発売[405]、ISBN 4-08-873463-7
  21. 2003年10月3日発売[406]、ISBN 4-08-873464-5
  22. 2003年10月3日発売[407]、ISBN 4-08-873465-3
  23. 2003年11月4日発売[408]、ISBN 4-08-873466-1
  24. 2003年11月4日発売[409]、ISBN 4-08-873467-X
  25. 2003年12月4日発売[410]、ISBN 4-08-873468-8
  26. 2003年12月4日発売[411]、ISBN 4-08-873469-6
  27. 2004年1月5日発売[412]、ISBN 4-08-873470-X
  28. 2004年1月5日発売[413]、ISBN 4-08-873471-8
  29. 2004年2月4日発売[414]、ISBN 4-08-873472-6
  30. 2004年2月4日発売[415]、ISBN 4-08-873473-4
  31. 2004年3月4日発売[416]、ISBN 4-08-873474-2
  32. 2004年3月4日発売[417]、ISBN 4-08-873475-0
  33. 2004年4月2日発売[418]、ISBN 4-08-873476-9
  34. 2004年4月2日発売[419]、ISBN 4-08-873477-7

完全版の最終巻では、魔人ブウとの最終決戦における決着シーンと、最終話の悟空とウーブの旅立ちのシーンの数か所に鳥山が4ページ分加筆している。そのため、先に発売されている通常版と完全版とでは最終話のニュアンスが変わっており、鳥山が本来込めた意図が完全版ではより明確になっている。連載終了までの経緯で触れた、通常のコミックスの最終話にあった作者による完結の経緯の説明は、完全版では削除されている。
完全版第34巻の追加部分
- 183頁1コマ目：魔人ブウのカット。
- 184頁6コマ目：ベジータの表情とセリフ変更。
- 185頁：悟空のコマ拡大、ベジータのカット追加。
- 229-231頁：悟空とウーブのやり取り変更。
- 232頁：作者の挨拶がベジータのカットに変更。

その他の変更点
- 原画の紛失により2色カラーの扉絵が一部CGで塗り直されている（其之五、其之八十六）。
- 其之五の扉絵のブルマのくわえタバコが削除。
- 巻末に掲載されている扉絵のアオリ文の削除（ただし、紛失した白黒ページのトビラ絵は『週刊少年ジャンプ』掲載時のものを使っているため線が荒く、アオリ文がそのまま掲載されている）。
- ピラフ一味のシュウ（ソバ）の名前を初期設定のソバに統一。これにより関連したセリフも差し替えられた（其之百十）。
- 完全版第25巻91頁3コマ目のセリフが「オレ」から「オラ」に修正。
- セルゲームの日付が「Mの17日」から「5の26日」に変更[注釈 2]。

### 外国語版
| 国・地域         | 出版社                       | 言語                      | 題名             | 参照    |
| ---------------- | ---------------------------- | ------------------------- | ---------------- | ------- |
| アメリカ合衆国   | Viz Media                    | 英語                      | DRAGON BALL      | [ 420 ] |
| カナダ           | Viz Media                    | 英語                      | DRAGON BALL      | [ 421 ] |
| イギリス         | Viz Media                    | 英語                      | DRAGON BALL      | [ 128 ] |
| オーストラリア   | Viz Media                    | 英語                      | DRAGON BALL      | [ 422 ] |
| ニュージーランド | Viz Media                    | 英語                      | DRAGON BALL      | [ 422 ] |
| インド           | Viz Media                    | 英語                      | DRAGON BALL      | [ 423 ] |
| フランス         | Glénat                       | フランス語                | DRAGON BALL      | [ 257 ] |
| オランダ         | Glénat Benelux               | オランダ語                | DRAGON BALL      | [ 424 ] |
| スペイン         | Planeta deAgostini           | スペイン語                | DRAGON BALL      | [ 425 ] |
| カタルーニャ州   | Planeta deAgostini           | カタルーニャ語            | Bola de Drac     | [ 426 ] |
| ポルトガル       | Planeta deAgostini           | ポルトガル語              | DRAGON BALL      | [ 427 ] |
| イタリア         | Star Comics                  | イタリア語                | DRAGON BALL      | [ 115 ] |
| ドイツ           | Carlsen Verlag               | ドイツ語                  | DRAGON BALL      | [ 281 ] |
| スウェーデン     | Bonnier Carlsen              | スウェーデン語            | DRAGON BALL      | [ 428 ] |
| デンマーク       | Forlaget Carlsen             | デンマーク語              | DRAGON BALL      | [ 123 ] |
| フィンランド     | Sangatsu Manga               | フィンランド語            | DRAGON BALL      | [ 429 ] |
| ノルウェー       | Outland Forlag               | ノルウェー語/ブークモール | DRAGON BALL      | [ 430 ] |
| ポーランド       | Japonica Polonica Fantastica | ポーランド語              | DRAGON BALL      | [ 283 ] |
| ハンガリー       | Semic Interprint             | ハンガリー語              | DRAGON BALL      | [ 431 ] |
| 韓国             | ソウル文化社                 | 韓国語                    | 드래곤볼         | [ 112 ] |
| 中国             | 中国少年児童出版社           | 中国語                    | 龙珠             | [ 116 ] |
| 香港             | 文化傳信                     | 中国語（繁体字）          | 龍珠             | [ 331 ] |
| 台湾             | 東立出版社                   | 中国語（繁体字）          | 七龍珠           | [ 332 ] |
| ブラジル         | Panini Manga Brazil          | ポルトガル語              | DRAGON BALL      | [ 246 ] |
| アルゼンチン     | Editorial Ivrea              | スペイン語                | DRAGON BALL      | [ 432 ] |
| メキシコ         | Panini Manga México          | スペイン語                | DRAGON BALL      | [ 433 ] |
| コロンビア       | Panini Manga Colombia        | スペイン語                | DRAGON BALL      | [ 434 ] |
| ペルー           | Panini Manga Perú            | スペイン語                | DRAGON BALL      | [ 435 ] |
| チリ             | Panini Manga Chile           | スペイン語                | DRAGON BALL      | [ 436 ] |
| ベトナム         | Kim Dong                     | ベトナム語                | 7 Viên Ngọc Rồng | [ 437 ] |
| インドネシア     | Elex Media Komputindo        | インドネシア語            | DRAGON BALL      | [ 438 ] |
| タイ             | NED comics                   | タイ語                    | DRAGON BALL      | [ 439 ] |
| シンガポール     | Chuang Yi                    | 中国語（繁体字）          | 七龍珠           | [ 440 ] |
| マレーシア       | Comic Paradise               | マレー語                  | Mutiara Naga     | [ 441 ] |
| ロシア           | Comix-ART                    | ロシア語                  | DRAGON BALL      | [ 442 ] |

### フルカラーコミックス
- 鳥山明 『ドラゴンボール フルカラー』 集英社〈ジャンプ・コミックス〉、全32巻
  - 『ドラゴンボール フルカラー サイヤ人編』
    1. 2013年2月4日発売、ISBN 978-4-08-870707-5
    2. 2013年2月4日発売、ISBN 978-4-08-870708-2
    3. 2013年2月4日発売、ISBN 978-4-08-870709-9

  - 『ドラゴンボール フルカラー フリーザ編』
    1. 2013年4月4日発売、ISBN 978-4-08-870712-9
    2. 2013年4月4日発売、ISBN 978-4-08-870713-6
    3. 2013年4月4日発売、ISBN 978-4-08-870714-3
    4. 2013年4月4日発売、ISBN 978-4-08-870715-0
    5. 2013年4月4日発売、ISBN 978-4-08-870716-7

  - 『ドラゴンボール フルカラー 人造人間・セル編』
    1. 2014年4月4日発売、ISBN 978-4-08-880101-8
    2. 2014年4月4日発売、ISBN 978-4-08-880102-5
    3. 2014年4月4日発売、ISBN 978-4-08-880103-2
    4. 2014年5月2日発売、ISBN 978-4-08-880104-9
    5. 2014年5月2日発売、ISBN 978-4-08-880105-6
    6. 2014年5月2日発売、ISBN 978-4-08-880106-3

  - 『ドラゴンボール フルカラー 魔人ブウ編』
    1. 2014年6月4日発売、ISBN 978-4-08-880107-0
    2. 2014年6月4日発売、ISBN 978-4-08-880108-7
    3. 2014年6月4日発売、ISBN 978-4-08-880109-4
    4. 2014年7月4日発売、ISBN 978-4-08-880110-0
    5. 2014年7月4日発売、ISBN 978-4-08-880111-7
    6. 2014年7月4日発売、ISBN 978-4-08-880112-4

  - 『ドラゴンボール フルカラー 少年編』
    1. 2016年1月4日発売、ISBN 978-4-08-880571-9
    2. 2016年1月4日発売、ISBN 978-4-08-880572-6
    3. 2016年1月4日発売、ISBN 978-4-08-880573-3
    4. 2016年1月4日発売、ISBN 978-4-08-880599-3
    5. 2016年2月4日発売、ISBN 978-4-08-880601-3
    6. 2016年2月4日発売、ISBN 978-4-08-880602-0
    7. 2016年2月4日発売、ISBN 978-4-08-880603-7
    8. 2016年2月4日発売、ISBN 978-4-08-880620-4

  - 『ドラゴンボール フルカラー ピッコロ大魔王編』
    1. 2016年3月4日発売、ISBN 978-4-08-880621-1
    2. 2016年3月4日発売、ISBN 978-4-08-880622-8
    3. 2016年3月4日発売、ISBN 978-4-08-880644-0
    4. 2016年3月4日発売、ISBN 978-4-08-880645-7

彩色した原作コミックスは「DRAGON BALL カラー版」のタイトルで電子書籍としても刊行されており、第1巻 - 第4巻が「孫悟空修行編」、第5巻 - 第9巻が「レッドリボン軍編」、第10巻 - 第16巻が「ピッコロ大魔王編」、第17巻 - 第20巻が「サイヤ人編」、第21巻 - 第27巻が「フリーザ編」、第28巻 - 第35巻が「人造人間・セル編」、第36巻 - 第42巻が「魔人ブウ編」のシリーズで章分けされている。

### コミックスのコーナー
とりやまさんのDRAGON BALLコーナー
単行本第1巻から第12巻まで行われた。原作に関する質問や、本編では語られてない設定の質問など、読者からの質問に作者の鳥山明が答えていくコーナー。
扉ページ大特集
単行本の巻末に「扉ページ大特集」として『週刊少年ジャンプ』掲載時の各話の表紙がほぼそのままの形でまとめて掲載されている。なお、各巻の最初の話やページ構成の都合により、第2巻、第37巻、第38巻、第42巻では行われていない。
背表紙イラスト
単行本の背表紙のイラストは一つの絵として繋がっている。これは単行本の売上を伸ばすための鳥嶋のアイデア。2009年5月から、鳥山が新たに描き下ろした背表紙と表紙のタイトルロゴを変更した新カバー重版が発行された。内容は従来の新書版と同じであるが、旧版の背表紙にヤジロベーが2回登場することに言及している29巻の目次の作者コメントがベジータの既存イラストのコマを流用したものに差し替えられている。

### 全集
本作の連載終了を記念して出版された全7巻と補足版3巻からなる全集で、表紙は補巻を除き鳥山の描き下ろしである。内容は『ドラゴンボール』ファンである著名人の寄稿文、各スタッフ座談会、鳥山明のコラムなどが付いた付属冊子の神龍通信付き。
- 鳥山明『ドラゴンボール大全集』集英社、全7巻
  1. 「COMPLETE ILLUSTRATIONS」1995年6月25日第1刷発行、ISBN 4-08-782751-8
  2. 「STORY GUIDE」1995年8月9日第1刷発行、ISBN 4-08-782752-6
  3. 「TV ANIMATION PART1」1995年9月9日第1刷発行、ISBN 4-08-782753-4
  4. 「WORLD GUIDE」1995年10月9日第1刷発行、ISBN 4-08-782754-2
  5. 「TV ANIMATION PART2」1995年11月7日第1刷発行、ISBN 4-08-782755-0
  6. 「MOVIES & TV SPECIAL」1995年12月9日第1刷発行、ISBN 4-08-782756-9
  7. 「DRAGON BALL 大事典」1996年2月25日第1刷発行、ISBN 4-08-782757-7

- 補足版全3巻
  1. 「大全集別巻 DBカードダス パーフェクトファイル PART1」1996年2月18日第1刷発行、ISBN 4-08-102016-7
  2. 「大全集別巻 DBカードダス パーフェクトファイル PART2」1996年4月19日第1刷発行、ISBN 4-08-102017-5
  3. 「大全集補巻 TV ANIMATION PART3」1996年8月18日第1刷発行、ISBN 4-08-102019-1

- 鳥山明『ドラゴンボール超全集』集英社、全4巻
  1. 「STORY & WORLD GUIDE」2013年2月4日発売、ISBN 978-4-08-782496-4
  2. 「ANIMATION GUIDE PART1」2013年3月5日発売、ISBN 978-4-08-782497-1
  3. 「ANIMATION GUIDE PART2」2013年4月4日発売、ISBN 978-4-08-782498-8
  4. 「超事典」2013年5月9日発売、ISBN 978-4-08-782499-5

### 総集編
週刊少年ジャンプ掲載時を再現した全18巻からなる総集編。各巻には巻頭特大ポスター付き。
- 鳥山明 『DRAGON BALL総集編 超悟空伝』 集英社〈集英社マンガ総集編シリーズ〉、全18巻
  1. 2016年5月13日発売[445]、ISBN 978-4-08-111165-7
  2. 2016年5月13日発売[446]、ISBN 978-4-08-111166-4
  3. 2016年5月27日発売[447]、ISBN 978-4-08-111167-1
  4. 2016年6月10日発売[448]、ISBN 978-4-08-111168-8
  5. 2016年6月24日発売[449]、ISBN 978-4-08-111169-5
  6. 2016年7月8日発売[450]、ISBN 978-4-08-111170-1
  7. 2016年7月22日発売[451]、ISBN 978-4-08-111171-8
  8. 2016年8月5日発売[452]、ISBN 978-4-08-111172-5
  9. 2016年8月26日発売[453]、ISBN 978-4-08-111173-2
  10. 2016年9月9日発売[454]、ISBN 978-4-08-111174-9
  11. 2016年9月23日発売[455]、ISBN 978-4-08-111175-6
  12. 2016年10月14日発売[456]、ISBN 978-4-08-111176-3
  13. 2016年10月28日発売[457]、ISBN 978-4-08-111177-0
  14. 2016年11月11日発売[458]、ISBN 978-4-08-111178-7
  15. 2016年11月25日発売[459]、ISBN 978-4-08-111179-4
  16. 2016年12月9日発売[460]、ISBN 978-4-08-111180-0
  17. 2016年12月23日発売[461]、ISBN 978-4-08-111181-7
  18. 2017年1月13日発売[462]、ISBN 978-4-08-111182-4

### その他の関連書籍
公式本
以下はいずれも集英社より刊行。
- 『ドラゴンボール完全版公式ガイド Dragonball LANDMARK 少年編〜フリーザ編』2003年12月19日、ISBN 4-08-873478-5
- 『ドラゴンボール完全版公式ガイド Dragonball FOREVER 人造人間編〜魔人ブウ編』2004年4月30日、ISBN 4-08-873702-4
- 『ドラゴンボール 超エキサイティングガイド ストーリー編』2009年3月4日、ISBN 978-4-08-874803-0
- 『ドラゴンボール 超エキサイティングガイド キャラクター編』2009年4月3日、ISBN 978-4-08-874804-7
- 『ドラゴンボール極限バトルコレクション ラウンド01 少年編〜フリーザ編』2010年7月2日、ISBN 978-4-08-874840-5
- 『ドラゴンボール極限バトルコレクション ラウンド02 セル編〜魔人ブウ編』2010年8月4日、ISBN 978-4-08-874841-2
- 『30th ANNIVERSARY ドラゴンボール 超史集 -SUPER HISTORY BOOK-』2016年1月21日、ISBN 978-4-08-792505-0

画集
- 『ドラゴンボール 超画集』集英社、2013年5月9日、ISBN 978-4-08-782520-6

ムック
- 『ドラゴンボール 冒険SPECIAL』集英社、1987年12月1日
- 『DRAGON BALL ジャンプ ベストシーンTOP10』集英社、2018年11月2日発売、ISBN 978-4-08-102271-7

その他の書籍
- 『ドラゴンボール占い 〜占いババにおまかせ〜』発行：ホーム社、販売：集英社、2010年3月31日、ISBN 978-4-8342-8410-2
- 『ドラゴンボール公式クイズブック DRAGON BALL 590 QUIZ BOOK』集英社、2015年5月1日、ISBN 978-4-08-880405-7
- 『AKIRA TORIYAMA et DRAGON BALL - L'homme derrière le manga』Pix'n Love、2019年4月4日[463]ISBN 978-2-37-188065-8
- 『LES RECETTES LÉGENDAIRES DE DRAGON BALL』[464]fr:Glénat Manga、2019年10月2日、ISBN 978-2-344-02795-0

## 関連漫画

### ドラゴンボールSD
『ドラゴンボールSD』（ドラゴンボールエスディー）は、原作・監修/鳥山明、漫画/オオイシナホによるスピンオフ作品。『最強ジャンプ』第1号（2010年12月3日）から連載開始。『最強ジャンプ』は当初は季刊ペースで刊行していたが、2012年1月号（2011年12月3日発売）から月刊化、2014年11月号（2014年10月3日発売）から隔月刊化、2021年9月号（2021年8月4日発売）から再び月刊化した。
原作のキャラクターをSD化したリメイク作品。ストーリーは原作に沿って展開されているが、一部キャラクターの設定が異なっていたり、原作時では使われていなかった、ニートやおネエやイケメンといった現代の言葉も登場するなどアレンジされている。毎回のページ数は20ページに満たないが、原作のシーンが丸まるカットされていたり省力されていたりするため、ハイテンポで話が進んでいる。原作よりもコミカルになっており、原作ではシリアスな場面もコミカル風に描かれている。

### ドラゴンボール超
『ドラゴンボール超』（ドラゴンボールスーパー）は、原作/鳥山明、漫画/とよたろうによる、TVアニメ『ドラゴンボール超』に先駆けて始まった公式コミカライズ作品。『Vジャンプ』2015年8月号から連載中。2025年4月時点で累計発行部数1200万部を記録している。
鳥山明のプロットを基に、とよたろうが話を膨らませて描いている。その際、毎回ネームを鳥山明がチェックしている。其之四十二話まではテレビアニメと共通ストーリーだが、2018年3月にテレビアニメが終了した後も連載が続いており、2024年2月特大号で連載が100話に到達した。

### 番外編
TRUNKS THE STORY -たった一人の戦士-
未来でのトランクスの物語。鳥山明作『ドラゴンボール』単行本33巻、完全版34巻に収録。
Dr.スランプ
鳥山明の前作品であり、そのキャラクターや、舞台が本作に登場したこともある。
ネコマジンZ
鳥山明作『ネコマジン』に本作のキャラクターが登場している。
こちらナメック星ドラゴン公園前派出所
秋本治作『こちら葛飾区亀有公園前派出所』とのコラボレーション作品。『超こち亀』（2006年9月15日発売）に収録。
CROSS EPOCH
尾田栄一郎作『ONE PIECE』とのコラボレーション作品。『週刊少年ジャンプ』2007年4・5合併号掲載。『ONE PIECE 10th Treasures』（2007年7月27日発売）に収録。
DRAGON BALL－ 放たれた運命の子供
孫悟空が地球に送り込まれる前の物語。鳥山明作『銀河パトロール ジャコ』のコミックス（2014年4月4日発売）に、描き下ろしおまけ漫画として収録。

### スピンオフ
ドラゴンボール オッス!帰ってきた孫悟空と仲間たち!!
「ジャンプスーパーアニメツアー08」で上映されたオリジナルアニメを、監修/鳥山明、作画/オオイシナホで漫画化。『Vジャンプ』2009年5月号、6月号の付録コミックスで前編・後編を収録。
ドラゴンボール エピソード オブ バーダック
原作・監修/鳥山明、作画/オオイシナホによるスピンオフ作品。『Vジャンプ』にて2011年8月号から10月号まで連載された。『最強ジャンプ』2014年3月号の付録で一冊にコミックス化されている。イベント用にアニメも製作された。
ドラゴンボールヒーローズ
デジタルキッズカードゲーム『ドラゴンボールヒーローズ』の公式コミカライズ作品。下記2作品の詳細については『ドラゴンボールヒーローズ#漫画版』の項目を参照。
ドラゴンボールヒーローズ Victory Mission（ビクトリーミッション）
漫画/とよたろうによる公式コミカライズ作品。『Vジャンプ』2012年11月号から連載開始し、2015年1月号→『Vジャンプ+』、2015年2月号まで計28話が掲載された。
ドラゴンボールヒーローズ 超（スーパー）カリスマミッション!
漫画/ながやま由貴による公式コミカライズ作品。『最強ジャンプ』2014年4月号から『超カリスマミッション!』を掲載開始し、『最強ジャンプ』2016年7月号まで連載された。
スーパードラゴンボールヒーローズ
漫画/ながやま由貴および漫画/カサイユージによる『スーパードラゴンボールヒーローズ』の公式コミカライズ作品。詳細については『スーパードラゴンボールヒーローズ#書誌情報』の項目を参照。
ドラゴンボールZ 復活の「F」
原作/鳥山明、漫画/とよたろうによる、映画『ドラゴンボールZ 復活の「F」』に先駆けて始まった公式コミカライズ読み切り作品。『Vジャンプ』2015年4月号から6月号まで3号連続で掲載された。
ドラゴンボールディスクロス 神力ゴッドMAX!!
漫画/広瀬かつきによる『ドラゴンボール ディスクロス』の公式コミカライズ作品。『最強ジャンプ』2015年5月号から2016年11月号まで連載された。
ドラゴンボールフュージョンズ the MANGA!!
原作・監修/バンダイナムコエンターテインメント、漫画/音木ひろしによる、『ドラゴンボールフュージョンズ』発売に先駆けて始まった公式コミカライズ作品。『最強ジャンプ』2016年5月号から2018年5月号まで連載された。
ドラゴンボール ゼノバース2 THE MANGA
漫画/とよたろうによる『ドラゴンボール ゼノバース2』の公式コミカライズ作品。公式攻略本『ドラゴンボール ゼノバース2 PS4版 ヒストリアガーディアンズ超ガイド』（2016年11月2日発売）に読み切り漫画が掲載された。
DRAGON BALL外伝 転生したらヤムチャだった件
原作/鳥山明、漫画/ドラゴン画廊・リーによる、『少年ジャンプ+』で配信されたヤムチャを主人公に据えたスピンオフ作品。
1.2017年11月2日発売、ISBN 978-4-08-881261-8
DeスポファイターZ
企画協力/バンダイナムコエンターテインメント、漫画/音木ひろしによる『ドラゴンボール ファイターズ』の公式コミカライズ作品。『最強ジャンプ』2018年9月号から2020年9月号まで連載された。全2巻。
1.2019年12月4日発売、ISBN 978-4-08-882153-5
2.2020年10月2日発売、ISBN 978-4-08-882447-5
ドラゴンボールスーパーダイバーズ
トレーディングカードアーケードゲーム『ドラゴンボールスーパーダイバーズ』の公式コミカライズ作品。下記2作品の詳細については『ドラゴンボールスーパーダイバーズ#漫画版』の項目を参照。
ドラゴンボールスーパーダイバーズ
漫画/とよたろうによる公式コミカライズ作品。『Vジャンプ』2024年12月号に読み切り漫画が掲載された。
ドラゴンボールスーパーダイバーズ -レッツ!スーパーダイブ!!-
漫画/カサイユージによる公式コミカライズ作品。『最強ジャンプ』2024年12月号から連載開始。

## メディア展開

### アニメ
製作は東映アニメーション（旧東映動画）が行い、放送はフジテレビ系列で放送されている。
作者の鳥山は「僕は基本的にアニメの方はほとんどなにもしていない。おまかせしている」、「アニメ化の際、スタッフに全てお任せするつもりだったので、特に要望は無かった。ただ、しばらくして健全な方向に行き過ぎていると感じて、その時だけは注意させていただきました」 と発言するなど、連載当時はアニメの製作には関与していなかった。
次回予告は、悟空役の野沢雅子による「オッス、オラ悟空!」のセリフで始まるのが基本。予告の最後は、『初代』、『超』は悟空の「絶対見てくれよな」、『Z』は悟飯のコメントでしめていた。ナレーターは一貫して八奈見乗児が務めていたが、『超』の途中からは八奈見の病気療養に伴い龍田直樹が担当している。
|   | 作品名                 | 放送期間                       | 放送時間              | 話数  | 通算話数 | 備考 |
| - | ---------------------- | ------------------------------ | --------------------- | ----- | -------- | --- |
| 1 | ドラゴンボール         | 1986年2月26日 - 1989年4月19日  | 水曜日 19:00 - 19:30  | 153話 | 153話    | 原作其之一話から其之百九十四話までのアニメ化に当たる。 後に『Z』などとの区別のため、略称は『元祖』と呼ばれている。                   |
| 2 | ドラゴンボールZ        | 1989年4月26日 - 1996年1月31日  | 水曜日 19:00 - 19:30  | 291話 | 444話    | 原作其之百九十五話から最終話其之五百十九話までアニメ化。 タイトルの『Z』には鳥山の「これで最後にしたい」という思いが込められている。 |
| 3 | ドラゴンボールGT       | 1996年2月7日 - 1997年11月19日  | 水曜日 19:00 - 19:30  | 64話  | 508話    | 前作『Z』の最終話から5年後の世界が舞台のアニメオリジナル作品。                                                                       |
| 4 | ドラゴンボール改 第1期 | 2009年4月5日 - 2011年3月27日   | 日曜日 9:00 - 9:30    | 98話  | 606話    | 『Z』のデジタルリマスター版。 ストーリーを原作漫画の構成に近づけて再構成している。                                                   |
| 5 | ドラゴンボール改 第2期 | 2014年4月6日 - 2015年6月28日   | 日曜日 9:00 - 9:30    | 61話  | 667話    | 『Z』の「魔人ブウ編」のアニメ化。 |
| 6 | ドラゴンボール超       | 2015年7月5日 - 2018年3月25日   | 日曜日 9:00 - 9:30    | 131話 | 798話    | 『GT』以来18年ぶりの完全新作アニメ。時系列は「魔人ブウ編」の4年後から原作最終回の間。 鳥山明が原案を手掛けている。                   |
| 7 | ドラゴンボールDAIMA    | 2024年10月11日 - 2025年2月28日 | 金曜日 23:40 - 翌0:10 | 20話  | 818話    | 『超』以来6年ぶりの完全新作アニメ。時系列は「魔人ブウ編」直後。 鳥山明がストーリーや設定、デザインの多くを手掛けている。             |

#### 特別編・OVA
ドラゴンボール オッス!帰ってきた孫悟空と仲間たち!!
ジャンプスーパーアニメツアー08用のオリジナルアニメ。鳥山明原案の魔人ブウを倒してから2年後の物語。
上映時間は35分、主題歌はjealkbが担当。2008年9月21日-11月23日。
ドラゴンボール エピソード オブ バーダック
2011年12月開催の『ジャンプフェスタ'12』で上映されたスピンオフアニメ。
後にフォースプロジェクト公式サイトで配信、『最強ジャンプ』2012年3月号の付録でDVDソフト化した。
トリコ×ONE PIECE×ドラゴンボールZ 超コラボスペシャル!!
『トリコ』と『ONE PIECE』とのコラボレーションアニメ。
前編「走れ最強軍団! トリコとルフィと悟空!」後編「史上最強コラボVS海の大食漢」が『ドリーム9』枠で2013年4月7日に放送。
スーパードラゴンボールヒーローズ プロモーションアニメ
デジタルキッズカードゲーム『スーパードラゴンボールヒーローズ』をアニメ化。
ドラゴンボール 悟空の消防隊
ドラゴンボール 悟空の交通安全
約10分の防災ビデオ作品。『ドラゴンボール』を参照。
ドラゴンボールZ あつまれ!悟空ワールド
1992年発売。てれびっこ用ソフトウェアとしてVHS形式でリリースされたオリジナルアニメ。
公式ビジュアルガイド ドラゴンボールZ外伝 サイヤ人絶滅計画
ファミリーコンピュータで発売された同名作品の攻略ビデオ。
ドラゴンボール 超サイヤ人絶滅計画
上記OVAのリメイクアニメ。

#### アニメ映画
映画は東映が配給・制作、東映アニメーション、集英社、バンダイ、バンダイナムコグループ、バンダイナムコエンターテインメント、バードスタジオ〈現：バード・スタジオ〉、読売広告社、フジテレビジョン、ソニー・ミュージックエンタテインメント、BANDAI SPIRITS、エイベックス、ライジングプロダクションが一部の作品を除き制作および制作参加に関わる。また、事業再編や持株会社化に伴い、以下のように制作参加が承継、または制作サイドが変更されている事例もある。
- フジテレビジョン：『最強への道』までは宣伝協力、『神と神』からは制作に関与。
- バンダイナムコエンターテインメント：バンダイナムコホールディングス内でのグループ再編により『神と神』まではバンダイナムコゲームス、『復活の「F」』・『ブロリー』はバンダイナムコグループ、『スーパーヒーロー』からはバンダイナムコエンターテインメント。
- 鳥山は『神龍の伝説』から『最強への道』までの劇場版について、「僕の中で劇場版は漫画の本編とは別次元の話[472][473]」、「東映動画から上がってきたプロットや脚本のチェック、キャラクターのデザインや手直し、名前の変更を手がけた[472]」とコメントしており、劇場版への関わりは少ない。2013年公開の『神と神』で初めて脚本の段階から深く関っており、「連載がもし続いていたら?」と想定して鳥山が書いたプロットの中から90%以上のストーリーと台詞が採用されている[474]。2015年公開の『復活の「F」』では初めて鳥山が単独で脚本を務めている[475]。

東映の『東映まんがまつり』、『東映アニメフェア』のメイン作品として上映された。第17作『最強への道』までの総動員数は4900万人を記録している。1995年7月公開『悟空がやらねば誰がやる』までの劇場版シリーズ16作の累計記録は、劇場版ビデオ50万本以上、上映館数8000館以上、劇場版パンフレット800万部以上、延べ制作スタッフ3000人以上、興行収入400億円以上と、それぞれ1996年初頭時点におけるアニメ映画史上1位を記録しており、1991年からの5年連続日本映画収入ベスト10入りを果たしている。
|        | タイトル                                           | 公開日         | 監督       | 脚本     | 同時上映作品                                                                                          |
| ------ | -------------------------------------------------- | -------------- | ---------- | -------- | --- |
| 第1作  | ドラゴンボール 神龍の伝説                          | 1986年12月20日 | 西尾大介   | 井上敏樹 | ゲゲゲの鬼太郎 激突!!異次元妖怪の大反乱 キン肉マン 正義超人vs戦士超人                                 |
| 第2作  | ドラゴンボール 魔神城のねむり姫                    | 1987年7月18日  | 西尾大介   | 照井啓司 | 光戦隊マスクマン 超人機メタルダー 聖闘士星矢                                                          |
| 第3作  | ドラゴンボール 摩訶不思議大冒険                    | 1988年7月9日   | 竹之内和久 | 由木義文 | ビックリマン 無縁ゾーンの秘法 闘将!!拉麵男 仮面ライダーBLACK 恐怖！悪魔峠の怪人館                     |
| 第4作  | ドラゴンボールZ                                    | 1989年7月15日  | 西尾大介   | 小山高生 | 悪魔くん ひみつのアッコちゃん 海だ! おばけだ!! 夏祭り 機動刑事ジバン                                  |
| 第5作  | ドラゴンボールZ この世で一番強いヤツ               | 1990年3月10日  | 西尾大介   | 小山高生 | 悪魔くん ようこそ悪魔ランドへ!! 魔法使いサリー                                                        |
| 第6作  | ドラゴンボールZ 地球まるごと超決戦                 | 1990年7月7日   | 西尾大介   | 小山高生 | Pink みずドロボウあめドロボウ 剣之介さま                                                              |
| 第7作  | ドラゴンボールZ 超サイヤ人だ孫悟空                 | 1991年3月9日   | 橋本みつお | 小山高生 | まじかる☆タルるートくん                                                                               |
| 第8作  | ドラゴンボールZ とびっきりの最強対最強             | 1991年7月20日  | 橋本みつお | 小山高生 | ドラゴンクエスト ダイの大冒険 まじかる☆タルるートくん 燃えろ!友情の魔法大戦                           |
| 第9作  | ドラゴンボールZ 激突!!100億パワーの戦士たち        | 1992年3月7日   | 西尾大介   | 小山高生 | ドラゴンクエスト ダイの大冒険 起ちあがれ!!アバンの使徒 まじかる☆タルるートくん すき・すき♡タコ焼きっ! |
| 第10作 | ドラゴンボールZ 極限バトル!!三大超サイヤ人         | 1992年7月11日  | 菊池一仁   | 小山高生 | ドラゴンクエスト ダイの大冒険 ぶちやぶれ!!新生6大将軍 ろくでなしBLUES                                 |
| 第11作 | ドラゴンボールZ 燃えつきろ!!熱戦・烈戦・超激戦     | 1993年3月6日   | 山内重保   | 小山高生 | Dr.スランプ アラレちゃん んちゃ!ペンギン村はハレのち晴れ                                              |
| 第12作 | ドラゴンボールZ 銀河ギリギリ!!ぶっちぎりの凄い奴   | 1993年7月10日  | 上田芳裕   | 小山高生 | Dr.スランプ アラレちゃん んちゃ!ペンギン村より愛をこめて 幽☆遊☆白書                                   |
| 第13作 | ドラゴンボールZ 危険なふたり!超戦士はねむれない    | 1994年3月12日  | 山内重保   | 小山高生 | Dr.スランプ アラレちゃん ほよよ!!助けたサメに連れられて… SLAM DUNK                                    |
| 第14作 | ドラゴンボールZ 超戦士撃破!!勝つのはオレだ         | 1994年7月9日   | 上田芳裕   | 小山高生 | Dr.スランプ アラレちゃん んちゃ!!わくわくハートの夏休み スラムダンク 全国制覇だ! 桜木花道             |
| 第15作 | ドラゴンボールZ 復活のフュージョン!!悟空とベジータ | 1995年3月4日   | 山内重保   | 小山高生 | スラムダンク 湘北最大の危機! 燃えろ桜木花道 ママレード・ボーイ                                        |
| 第16作 | ドラゴンボールZ 龍拳爆発!!悟空がやらねば誰がやる   | 1995年7月15日  | 橋本みつお | 小山高生 | スラムダンク 吠えろバスケットマン魂!! 花道と流川の熱き夏 NINKU -忍空-                                 |
| 第17作 | ドラゴンボール 最強への道                          | 1996年3月2日   | 山内重保   | 松井亜弥 | ご近所物語                                                                                            |

|        | タイトル                          | 公開日         | 監督     | 脚本     | 主題歌             | 主題歌              | 興行収入 | 興行収入                |
| 曲名   | タイトル                          | 公開日         | 監督     | 脚本     | 歌手               |                     | 興行収入 | 興行収入                |
| ------ | --------------------------------- | -------------- | -------- | -------- | ------------------ | ------------------- | -------- | ----------------------- |
| 第18作 | ドラゴンボールZ 神と神            | 2013年3月30日  | 細田雅弘 | 渡辺雄介 | CHA-LA HEAD-CHA-LA | FLOW                | 29.9億円 | $50,461,371             |
| 第19作 | ドラゴンボールZ 復活の「F」       | 2015年4月18日  | 山室直儀 | 鳥山明   | 『Z』の誓い        | ももいろクローバーZ | 37.4億円 | $61,768,190             |
| 第20作 | ドラゴンボール超 ブロリー         | 2018年12月14日 | 長峯達也 | 鳥山明   | Blizzard           | 三浦大知            | 40.0億円 | $122,740,616（135億円） |
| 第21作 | ドラゴンボール超 スーパーヒーロー | 2022年6月11日  | 児玉徹郎 | 鳥山明   | N/A                | N/A                 | 25.1億円 | $97,242,192（138億円）  |

### テレビ番組・ラジオ放送
| 放送日                 | 番組名                                                                 | 放送局              | 備考 |
| ---------------------- | ---------------------------------------------------------------------- | ------------------- | --- |
| 1990年頃               | なるほど!ザ・ワールド                                                  | フジテレビ          | 現地でのフランス語版の吹き替えの様子や、日本のスタジオでフランス語版悟空の声を務めるBrigitte Lecordierと野沢雅子が共演した。                                                                             |
| 1990年7月18日          | 邦ちゃんのやまだかつてないテレビ                                       | フジテレビ          | 「アニメ実写版劇場」悟空と山田邦子の共演。 |
| 1993年12月31日         | FNS大感謝祭'93                                                         | フジテレビ          | 孫一家が一年の放送をダイジェストで振り返る年末スペシャル。 |
| 1994年1月1日           | 第31回新春かくし芸大会                                                 | フジテレビ          | 白組（この年は紅白対抗）の出し物として「DRACON BALL XYZ」というパロディドラマを放送。 悟空役は近藤真彦だが、冒頭では実写悟空のパートを野沢雅子が声を当てていた。ナレーションはアニメと同じく八奈見乗児。 |
| 1994年1月2日           | '94新春アニメスペシャル                                                | フジテレビ          | 悟空と『ちびまる子ちゃん』まる子（声：TARAKO）が映画を紹介するオリジナルアニメ。 |
| 2005年4月9日           | 世界クイズビジネス                                                     | フジテレビ          | 『マニアッQ』のコーナーで、DBマニアが本作に関するマニアックな問題を出し合うクイズ対決。 |
| 2006年3月25日          | 脳内エステ IQサプリ                                                    | フジテレビ          | 鏡像による間違い探し「IQミラーまちがい7」用オリジナルアニメ。 |
| 2007年4月7日           | 日本偉人大賞                                                           | フジテレビ          | 聖徳太子、卑弥呼、武蔵坊弁慶、天草四郎の4人の偉人が「伝説の最強偉人賞」賭け戦うパロディアニメ。 |
| 2007年9月20日・9月27日 | 雨上がり決死隊のトーク番組アメトーーク!                                | テレビ朝日          | ゴールデン3時間SPの回にドラゴンボール芸人が出演。 |
| 2013年1月3日           | サイエンスファンタジー カガクる！                                      | フジテレビ          | 「ドラゴンボールの“かめはめ波”でホントに月は破壊できるのか!?」新春SP番組。 |
| 2013年3月1日           | MAG・ネット                                                            | NHK総合テレビ       | 本作のアニメや漫画に関する特集。 |
| 2013年3月24日          | ほこ×たて                                                              | フジテレビ          | 「ドラゴンボール編集者・アニメ制作者 VS ドラゴンボールマニア軍団」のドラゴンボールクイズ対決。 |
| 2013年4月27日          | 漫道コバヤシ                                                           | フジテレビONE       | ドラゴンボール特集回。鳥山明のスペシャルアンケートも実施。 |
| 2015年4月24日          | 漫道コバヤシ                                                           | フジテレビONE       | 上記のドラゴンボール関連部分をメインに再編集した地上波特別版。 |
| 2015年7月19日          | ドラゴンボールで科学する！夏休み!!摩訶不思議スペシャル                 | 関西テレビ放送      | ナレーションは鶴ひろみが務め、アニメの名シーンとともにアトラクションや展示を紹介。 |
| 2018年12月9日          | 映画「ドラゴンボール超 ブロリー」公開記念 オラたちのドラゴンボール講座 | アニマックス        | ドラゴンボールの魅力に迫る1時間特番。 |
| 2019年5月25日          | ミュージックフェア                                                     | フジテレビ          | 氷川きよし、宮野真守、山田涼介、乃木坂46によるドラゴンボール名曲メドレーが披露された。 |
| 2019年12月31日         | 第70回NHK紅白歌合戦                                                    | NHK総合テレビジョン | 映画『ドラゴンボール超 ブロリー』の主題歌「Blizzard」を三浦大知が披露。 氷川きよしは神龍に乗ってアニメ『ドラゴンボール超』の主題歌「限界突破×サバイバー」を披露した。                                    |
| 2021年5月15日          | 超逆境クイズバトル!! 99人の壁                                          | フジテレビ          | 俳優の山田孝之とフィギュア原型師軍団が出演し、本作のクイズバトルが放送された。 |
| 2021年7月19日          | 教えてもらう前と後                                                     | TBS系列             | DB芸人がDB大ファンの自宅に訪問する企画。 |
| 2025年1月2日           | オールナイトニッポン～連載開始40周年ドラゴンボールSP～                 | ニッポン放送        | 本作の40周年を記念して、伊能昭夫、牧野真莉愛、リゼ・ヘルエスタ、井上裕介などをゲストに迎え、本作に関するトークが繰り広げられた。                                                                         |

### CM
- ロート製薬・「ロート子どもソフト」
  - 目薬のCMに『ドラゴンボール』、『ドラゴンボールZ』、『ドラゴンボールGT』が登場。（1986年 - 1997年）
- バンダイ
  - 「ドラゴンボール ドンジャラ」（1980年代後半）
  - 「ドンジャラ パーフェクト20」（1993年）
  - 「ドラゴンボール きゃらかーんシリーズ」（1990年代前半）
  - 「カードダスステーション システムファイル」（1995年）
  - 「グミカシリーズ ドラゴンボールグミ」（2003年）
- エスビー食品
  - 「S&B」の5/8チップのCMに『ドラゴンボール』、『ドラゴンボールZ』が登場。（1988年 - 1989年頃）
- 小泉産業
  - 「コイズミ」の学習机に『ドラゴンボールZ』、『ドラゴンボールGT』が登場。（1990年代前半 - 1997年）
- 日清食品・カップヌードル
  - 『ベジータスーパーヤサイ人になろう』編。（2015年[488]）
- フォード・モーター
  - 「フォード・フォーカスSE」。（2016年）
- ACN
  - 「フリーザの驚き」篇（2016年8月20日より期間限定[489]）
- ドラゴンボールスクラッチ
  - 新登場篇。（2017年）
  - 天下一運だめし「悟空」篇、「フリーザ」篇、「ベジータ」篇。（2018年）
- 花王
  - 『ベジータの新たなる戦い』編。（2018年）
- 資生堂
  - 男性用化粧品ブランド uno。（2018年）
- 東芝ライフスタイル
  - 東芝冷蔵庫「VEGETA」とのコラボ企画。「新鮮★5つ星ベジータキャンペーン」が東芝生活家電チャンネルなどで配信[490]。（2018年）
- ドラゴンボールスーパーカードゲーム フュージョンワールドTVCM
  - 成田凌と森七菜が出演（2024年2月10日から放送開始[491]）
- ファインディ
  - Findy「つくる人が、世界を面白くする。」篇。（2025年） - ブルマ[492]

その他、アニメ、グッズ、ゲーム、カードダスなど、数多くの本作のCMが製作されている。

### 実写映画
- DRAGONBALL EVOLUTION 2009年3月13日公開

ドキュメンタリー映画
| タイトル                            | 公開日 | 制作国                   | 監督                 | 備考 |
| ----------------------------------- | ------ | ------------------------ | -------------------- | --- |
| SONGOKUMANIA: EL BIG BANG DEL MANGA | 2016年 | スペイン・カタルーニャ州 | Oriol Estrada Rangil | 1990年代初頭にカタルーニャにドラゴンボールが進出し空前の人気が始まり、国の歴史上最も売れている日本の漫画になった。 映画ではアニメの放送と漫画の出版に携わった人々とファンにインタビューをした長編ドキュメンタリー。 2016年シッチェス・カタロニア国際映画祭上映作品。 |

### アニメ公式本
- 『カラーランド ドラゴンボール ブルマと孫悟空の巻』[495] 集英社、1986年4月
- 『テレビアニメ完全ガイド ドラゴンボール 天下一伝説』2004年7月2日、ISBN 4-08-873705-9
- 『ドラゴンボール アニメイラスト集 金色の戦士』発行：ホーム社、販売：集英社、2010年4月16日、ISBN 978-4-83-428413-3

### 絵本
- 『DRAGON BALL シールえほん おはなしブック』ホーム社、2010年7月23日、ISBN 978-4-83-424017-7
- 『DRAGON BALL シールえほん キャラブック』ホーム社、2010年8月20日、ISBN 978-4-83-424018-4
- 『DRAGON BALL シールえほん クイズブック』ホーム社、2010年8月20日、ISBN 978-4-83-424019-1

## ゲームシリーズ一覧
1986年にエポック社からシリーズ第1作目となる『ドラゴンボール ドラゴン大秘境』が発売して以降、現在までに数多くの作品が発売され、テレビゲーム、携帯型ゲーム、アーケードゲーム、ソーシャルゲーム、オンラインゲームなど多様なジャンルが扱われている。また、日本国外限定で発売されたソフトのほか、本作の登場キャラクターと『週刊少年ジャンプ』作品とのクロスオーバー作品などもある。それらの外部出演作品については『週刊少年ジャンプ#関連ゲーム』の項目を参照。
※PS=PlayStation、PS2=PlayStation 2、PS3=PlayStation 3、PS4=PlayStation 4、PS5=PlayStation 5、Switch=Nintendo Switch
- 初出の機種のみ発売年月日を記載する。後発の機種の発売情報は各個別記事を参照。

### 家庭用ゲーム機向けソフト
| タイトル                                                    | 対応機種                  | 発売日         | 発売元     |
| ----------------------------------------------------------- | ------------------------- | -------------- | ---------- |
| ドラゴンボール ドラゴン大秘境                               | スーパーカセットビジョン  | 1986年9月27日  | エポック社 |
| ドラゴンボール 神龍の謎                                     | ファミリーコンピュータ    | 1986年11月27日 | バンダイ   |
| ドラゴンボール 大魔王復活                                   | ファミリーコンピュータ    | 1988年8月12日  | バンダイ   |
| ドラゴンボール3 悟空伝                                      | ファミリーコンピュータ    | 1989年10月27日 | バンダイ   |
| ドラゴンボールZ 強襲!サイヤ人                               | ファミリーコンピュータ    | 1990年10月27日 | バンダイ   |
| ドラゴンボールZII 激神フリーザ!!                            | ファミリーコンピュータ    | 1991年8月10日  | バンダイ   |
| ドラゴンボールZIII 烈戦人造人間                             | ファミリーコンピュータ    | 1992年8月7日   | バンダイ   |
| ドラゴンボールZ 激闘天下一武道会 データック専用ミニカセット | ファミリーコンピュータ    | 1992年12月29日 | バンダイ   |
| ドラゴンボールZ外伝 サイヤ人絶滅計画                        | ファミリーコンピュータ    | 1993年8月6日   | バンダイ   |
| ドラゴンボールZ 超サイヤ伝説                                | スーパーファミコン        | 1992年1月25日  | バンダイ   |
| ドラゴンボールZ 超武闘伝                                    | スーパーファミコン        | 1993年3月20日  | バンダイ   |
| ドラゴンボールZ 超武闘伝2                                   | スーパーファミコン        | 1993年12月17日 | バンダイ   |
| ドラゴンボールZ 超武闘伝3                                   | スーパーファミコン        | 1994年9月29日  | バンダイ   |
| ドラゴンボールZ 超悟空伝 -突激編-                           | スーパーファミコン        | 1995年3月24日  | バンダイ   |
| ドラゴンボールZ 超悟空伝 -覚醒編-                           | スーパーファミコン        | 1995年9月22日  | バンダイ   |
| ドラゴンボールZ HYPER DIMENSION                             | スーパーファミコン        | 1996年3月29日  | バンダイ   |
| アニメデザイナー ドラゴンボールZ                            | ピピンアットマーク        | 1996年         | バンダイ   |
| ドラゴンボールZ 武勇烈伝                                    | メガドライブ              | 1994年4月1日   | バンダイ   |
| ドラゴンボールZ 真サイヤ人絶滅計画 -地球編-                 | プレイディア              | 1994年9月23日  | バンダイ   |
| ドラゴンボールZ 真サイヤ人絶滅計画 -宇宙編-                 | プレイディア              | 1994年12月16日 | バンダイ   |
| ドラゴンボールZ 偉大なる孫悟空伝説                          | PCエンジン                | 1994年11月11日 | バンダイ   |
| ドラゴンボールZ Ultimate Battle 22                          | PlayStation               | 1995年7月28日  | バンダイ   |
| ドラゴンボールZ 真武闘伝                                    | セガサターン              | 1995年11月17日 | バンダイ   |
| ドラゴンボールZ 偉大なるドラゴンボール伝説                  | PS/セガサターン           | 1996年5月31日  | バンダイ   |
| ドラゴンボール FINAL BOUT                                   | PlayStation               | 1997年8月21日  | バンダイ   |
| ドラゴンボールZ                                             | PlayStation 2             | 2003年2月13日  | バンダイ   |
| ドラゴンボールZ2                                            | PlayStation 2             | 2004年2月7日   | バンダイ   |
| ドラゴンボールZ3                                            | PlayStation 2             | 2005年2月10日  | バンダイ   |
| ドラゴンボールZ Sparking!                                   | PlayStation 2             | 2005年10月6日  | バンダイ   |
| 超ドラゴンボールZ                                           | PlayStation 2             | 2006年6月29日  | バンナム   |
| ドラゴンボールZ Sparking! NEO                               | PlayStation 2             | 2006年10月5日  | バンナム   |
| ドラゴンボールZ Sparking! METEOR                            | PS2/Wii                   | 2007年10月4日  | バンナム   |
| ドラゴンボールZ バーストリミット                            | PS3/Xbox 360              | 2008年6月5日   | バンナム   |
| ドラゴンボールZ インフィニットワールド                      | PlayStation 2             | 2008年12月4日  | バンナム   |
| ドラゴンボール 天下一大冒険                                 | Wii                       | 2009年7月23日  | バンナム   |
| ドラゴンボール レイジングブラスト                           | PS3/Xbox 360              | 2009年11月12日 | バンナム   |
| ドラゴンボール レイジングブラスト2                          | PS3/Xbox 360              | 2010年11月11日 | バンナム   |
| ドラゴンボール アルティメットブラスト                       | PS3/Xbox 360              | 2011年12月8日  | バンナム   |
| ドラゴンボールZ BATTLE OF Z                                 | PS3/Xbox 360              | 2014年1月23日  | バンナム   |
| ドラゴンボール ゼノバース                                   | PS3/PS4/Xbox 360/Xbox One | 2015年2月5日   | バンナム   |
| ドラゴンボール ゼノバース2                                  | PlayStation 4             | 2016年11月2日  | バンナム   |
| ドラゴンボール ファイターズ                                 | PS4/Xbox One              | 2018年2月1日   | バンナム   |
| スーパードラゴンボールヒーローズ ワールドミッション         | Nintendo Switch           | 2019年4月4日   | バンナム   |
| ドラゴンボールZ カカロット                                  | PS4/Xbox One/Switch       | 2020年1月16日  | バンナム   |
| ドラゴンボール ザ ブレイカーズ                              | PS4/Switch/Xbox One/Steam | 2022年10月13日 | バンナム   |
| ドラゴンボール Sparking! ZERO                               | PS5/Xbox Series X/S/Steam | 2024年10月10日 | バンナム   |

### 携帯ゲーム機向けソフト
| タイトル                                           | 対応機種               | 発売日         | 発売元       |
| -------------------------------------------------- | ---------------------- | -------------- | ------------ |
| ドラゴンボールZ 悟空飛翔伝                         | ゲームボーイ           | 1994年11月25日 | バンダイ     |
| ドラゴンボールZ 悟空激闘伝                         | ゲームボーイ           | 1995年8月25日  | バンダイ     |
| ドラゴンボールZ 伝説の超戦士たち                   | ゲームボーイカラー     | 2002年8月9日   | バンプレスト |
| ドラゴンボール                                     | ワンダースワンカラー   | 2003年11月20日 | バンダイ     |
| ドラゴンボールZ 舞空闘劇                           | ゲームボーイアドバンス | 2004年3月26日  | バンプレスト |
| ドラゴンボール アドバンスアドベンチャー            | ゲームボーイアドバンス | 2004年11月18日 | バンプレスト |
| ドラゴンボールZ 舞空烈戦                           | ニンテンドーDS         | 2005年12月1日  | バンナム     |
| ドラゴンボールZ 真武道会                           | PlayStation Portable   | 2006年4月20日  | バンナム     |
| ドラゴンボールZ 遥かなる悟空伝説                   | ニンテンドーDS         | 2007年3月21日  | バンナム     |
| ドラゴンボールZ 真武道会2                          | PlayStation Portable   | 2007年6月7日   | バンナム     |
| ドラゴンボールDS                                   | ニンテンドーDS         | 2008年9月18日  | バンナム     |
| DRAGONBALL EVOLUTION                               | PlayStation Portable   | 2009年3月19日  | バンナム     |
| ドラゴンボール改 サイヤ人来襲                      | ニンテンドーDS         | 2009年4月29日  | バンナム     |
| ドラゴンボールDS2 突撃!レッドリボン軍              | ニンテンドーDS         | 2010年2月11日  | バンナム     |
| ドラゴンボール タッグバーサス                      | PlayStation Portable   | 2010年9月30日  | バンナム     |
| ドラゴンボール改 アルティメット武闘伝              | ニンテンドーDS         | 2011年2月3日   | バンナム     |
| ドラゴンボールヒーローズ アルティメットミッション  | ニンテンドー3DS        | 2013年2月28日  | バンナム     |
| ドラゴンボールZ BATTLE OF Z                        | PlayStation Vita       | 2014年1月23日  | バンナム     |
| ドラゴンボールヒーローズ アルティメットミッション2 | ニンテンドー3DS        | 2014年8月7日   | バンナム     |
| ドラゴンボールZ 超究極武闘伝                       | ニンテンドー3DS        | 2015年6月11日  | バンナム     |
| ドラゴンボールフュージョンズ                       | ニンテンドー3DS        | 2016年8月4日   | バンナム     |
| ドラゴンボールヒーローズ アルティメットミッションX | ニンテンドー3DS        | 2017年4月27日  | バンナム     |

### 日本国外向けゲームソフト
| タイトル                            | 対応機種                   | 発売日         | 開発                   |
| ----------------------------------- | -------------------------- | -------------- | ---------------------- |
| DRAGONBALL Z THE LEGACY OF GOKU     | ゲームボーイアドバンス     | 2002年5月14日  | ATARI                  |
| Dragon Ball Z Collectible Card Game | ゲームボーイアドバンス     | 2002年5月29日  | ATARI                  |
| en:Dragon Ball Z: Taiketsu          | ゲームボーイアドバンス     | 2003年11月24日 | ATARI                  |
| DRAGONBALL Z THE LEGACY OF GOKU II  | ゲームボーイアドバンス     | 2004年7月23日  | ATARI                  |
| DRAGONBALL Z Buu's Fury             | ゲームボーイアドバンス     | 2004年9月14日  | ATARI                  |
| en:Dragon Ball Z: Sagas             | PlayStation 2              | 2005年3月22日  | ATARI                  |
| en:Dragon Ball Z: Sagas             | ニンテンドーゲームキューブ | 2005年3月22日  | ATARI                  |
| en:Dragon Ball Z: Sagas             | Xbox                       | 2005年3月22日  | ATARI                  |
| DRAGONBALL GT Transformation        | ゲームボーイアドバンス     | 2005年8月9日   | ATARI                  |
| en:Dragon Ball Z: For Kinect        | Xbox 360                   | 2012年10月2日  | スパイク・チュンソフト |

### アーケードゲーム
| タイトル                                                  | ジャンル                             | 稼働開始日     | 発売元         |
| --------------------------------------------------------- | ------------------------------------ | -------------- | -------------- |
| ドラゴンボールZ V.R.V.S                                   | 対戦型格闘ゲーム                     | 1994年         | セガ           |
| ドラゴンボールZ                                           | 対戦型格闘ゲーム                     | 1993年         | バンプレスト   |
| ドラゴンボールZ2 Super Battle                             | 対戦型格闘ゲーム                     | 1994年         | バンプレスト   |
| 超ドラゴンボールZ                                         | 3D対戦型格闘ゲーム                   | 2005年12月22日 | バンプレスト   |
| キャラメダルアイランド ドラゴンボールZ ぶっちぎりの超決戦 | メダルゲーム                         | 2006年12月21日 | バンプレスト   |
| データカードダス ドラゴンボールZ                          | データカードダス                     | 2005年3月      | バンダイ       |
| データカードダス ドラゴンボールZ2                         | データカードダス                     | 2006年5月      | バンダイ       |
| データカードダス ドラゴンボールZ 爆烈IMPACT               | データカードダス                     | 2007年3月      | バンダイ       |
| データカードダス ドラゴンボールZ W爆烈IMPACT              | データカードダス                     | 2008年5月14日  | バンダイ       |
| データカードダス ドラゴンボール改 ドラゴンバトラーズ      | データカードダス                     | 2009年6月4日   | バンダイ       |
| ドラゴンボールヒーローズ                                  | トレーディングカードアーケードゲーム | 2010年11月11日 | バンダイナムコ |
| ドラゴンボール ZENKAIバトルロイヤル                       | 3D対戦型格闘ゲーム                   | 2011年5月25日  | バンダイナムコ |
| ドラゴンボール ディスクロス                               | ガシャポン                           | 2014年11月20日 | バンダイナムコ |
| スーパードラゴンボールヒーローズ                          | トレーディングカードアーケードゲーム | 2016年11月17日 | バンダイナムコ |
| ドラゴンボールスーパーダイバーズ                          | トレーディングカードアーケードゲーム | 2024年11月7日  | バンダイナムコ |

### スマートフォン・パソコン向けゲーム
| タイトル                                         | 配信開始日    | 配信元                             |
| ------------------------------------------------ | ------------- | ---------------------------------- |
| ドラゴンボールオンライン                         | 2010年1月14日 | バンダイコリア                     |
| ドラゴンボール タップバトル                      | 2013年3月25日 | バンダイナムコゲームス             |
| ドラゴンボール アルティメットスワイプ            | 2014年4月9日  | バンダイナムコゲームス             |
| ドラゴンボールZ ドッカンバトル                   | 2015年1月30日 | バンダイナムコエンターテインメント |
| ドラゴンボールZ クロスキーパーズ                 | 2018年3月20日 | Yahoo!ゲーム                       |
| ドラゴンボール レジェンズ                        | 2018年5月24日 | バンダイナムコエンターテインメント |
| ドラゴンボールZ ブッチギリマッチ                 | 2018年7月25日 | BXD                                |
| 龙珠 觉醒（龍珠Z 覚醒） ※中国国内での配信        | 2019年2月28日 | バンダイナムコ上海                 |
| 龙珠 最强之战（龍珠 最强之战） ※中国国内での配信 | 2019年11月5日 | バンダイナムコ上海                 |
| ドラゴンボール ゲキシン スクアドラ               | 2025年予定。  | バンダイナムコエンターテインメント |

## イベント・企画
- 『ドラゴンボール (アニメ)#イベント』、『ドラゴンボールZ#イベント』、『ドラゴンボール超#イベント』などのページも参照。

ドラゴンボール立佞武多
2004年8月4日から8月8日に青森県五所川原市で開催された五所川原立佞武多祭りで、下絵を鳥山明が描いた孫悟空と神龍の立佞武多が出陣した。「友情、努力、勝利」を表現し、同年12月18日・19日に開催されたジャンプフェスタ2005でも披露された。
ドラゴンボールで科学する！
2014年から、『ドラゴンボール』の科学をテーマにしたイベントが日本各地で開催され、日本国外では台湾でも開催された。施設内では、カプセルコーポレーションの特設ラボ・「先端科学研究所」で、科学を使った様々なイベントが実施されている。
| 所在地           | 開催地                   | 期間                    |
| ---------------- | ------------------------ | ----------------------- |
| 愛知県名古屋市   | 名古屋市科学館           | 2014年7月16日 - 8月31日 |
| 中華民国台北市   | 松山文創園区             | 2015年1月24日 - 4月6日  |
| 東京都港区       | フジテレビ22階フォーラム | 2015年4月29日 - 5月10日 |
| 大阪府大阪市     | グランフロント大阪       | 2015年7月18日 - 8月31日 |
| 鹿児島県鹿児島市 | 山形屋文化ホール2号館6階 | 2017年7月22日 - 8月30日 |
さっぽろ雪まつり2016
北海道札幌市で、2016年2月5日から2月18日まで開催されたさっぽろ雪まつりにてイベント開催中、孫悟空とベジータの大雪像が展示された。
放て！元気玉チャレンジ！
2016年12月17日・18日にジャンプフェスタ2017で開催された。光る的に元気玉を命中させるアトラクション。
JR東日本 そうさ今こそ！ DRAGON BALLスタンプラリー
2017年1月10日から2月27日にかけて、JR東日本とのコラボ企画でスタンプラリーが開催された。イベントでは、山手線を中心とした63駅と東京モノレールの2駅にスタンプが設置されており、すべてのスタンプを集めてゴールを目指すイベント。関連イベントとして、東京駅と、その周辺の商業施設でグルメフェア「ドラゴンボールメニュー大集合」も開催された。
ドラゴンボール/Dr.スランプ アラレちゃん STORE at ISETAN
2017年5月2日から5月7日まで、新宿伊勢丹にて『Dr.スランプ アラレちゃん』とのコラボイベントが開催された。イベント期間中は、野沢雅子と小山茉美によるトークショーの開催にイベント限定グッズやコラボカフェでは、キャラクターや場面にちなんだオリジナルメニューも販売された。
ドラゴンボールVR 秘伝かめはめ波
2017年7月14日に新宿歌舞伎町にオープンした国内最大級のVR施設「VR ZONE SHINJUKU」で、最新のVR技術・装置により、『ドラゴンボール』ワールドでのかめはめ波の本当の凄さを全身で体感できる。孫悟空直々に修業をつけてもらい、習得したかめはめ波で仲間とバトルや、またVR仙豆（別売り）を持って参加すると、実際に仙豆を食べる体験ができる。
DRAGON BALL バトル・オブ・サイヤン〜みんなでつくる元気玉〜
2017年7月15日から8月31日までの期間中、お台場みんなの夢大陸で開催された。本作の過去のバトルシーンが上映された他、来場者全員で元気玉を作るイベントなど実施された。
ドラゴンボール天下一武道祭2017
2017年8月10日 - 8月27日の期間中、池袋サンシャインシティにて開催された。アトラクションコーナーでは、『ドラゴンボール超修業チャレンジ』、『ホイポイカプセル！悟空のバトルメモリー』、謎解きラリー『合体ザマスをやっつけろ！』など様々なアトラクションが実施された。
ドラゴンボールラン
2017年9月10日に東京・幕張海浜公園、同年9月23日に名古屋エリア愛知りんくうビーチにて実施された。イベントでは、様々な修行を積みながら約3kmのコース上に散らばった7つのドラゴンボールを見つけてゴールを目指すイベント。
力を合わせてドラゴンボールを集め神龍を降臨させよ！
2017年12月16日・12月17日に幕張メッセで開催されたジャンプフェスタ2018で行われたアトラクション。その他、本作のゲームの試遊体験などが行われた。
ドラゴンボール 超悟空伝
劇場版『ドラゴンボール超 ブロリー』の公開に合わせ、2018年12月14日から2019年1月7日まで東京ソラマチで、『ドラゴンボール』の歴史を振り返るイベントが行われた。
ドラゴンボール ゲームスバトルアワー
2021年からドラゴンボールゲームの全世界同時配信型オンラインイベントが開催されている。内容はゲームの他に本作のアニメ、漫画、映画など本作に関連するコンテンツの最新情報が発表されている。
| 回    | 開催地                       | 開催日                            |
| ----- | ---------------------------- | --------------------------------- |
| 第1回 | 日本                         | 2021年3月7日                      |
| 第2回 | 日本                         | 2022年2月19日・20日               |
| 第3回 | アメリカ・ネバダ州ラスベガス | 2023年3月4日・5日（現地時間）     |
| 第4回 | アメリカ・ロサンゼルス       | 2024年1月27日・28日（現地時間）   |
| 第5回 | アメリカ・ロサンゼルス       | 2025年1月18日 - 20日（中止[512]） |

### 日本国外でのイベント
かめはめ波コンテスト
ニュージーランドの首都ウェリントンのTSBバンク・アリーナで開催されている、SFとコミックの祭典「アルマゲドン・パルプ・カルチャー・エキスポ」で2001年から毎年行われているイベントである。実際にかめはめ波を出しているかのようなパフォーマンスをし、それを競う大会である。
ドラゴンボールのキャラクターに最多人数で扮する
2013年に、スペイン最大のマンガイベント「Saló de Manga」で行われたギネス世界記録に挑戦するイベントである。
小雲x悟空のMCP夏日祭（アラレと悟空のMCP夏の祭典）
2017年7月9日 - 8月31日までの期間中、香港メトロシティセンターで『Dr.スランプ アラレちゃん』とのコラボイベントが開催された。イベントではキャラクターの展示や、コラボグッズ、フードメニューも販売された。
Scream Like Goku（悟空みたいに叫ぼう）
2017年9月1日、ニューヨーク市・マンハッタンにあるワシントン・スクエア公園で開催され、イベントが開催されたワシントン・スクエア公園では大勢の人たちが集まり盛り上がりを見せた。また、カナダバンクーバー、オーストラリア各地でも同様のイベントが開催された。
ドラゴンボール シンフォニックアドベンチャー
2017年5月から世界各国で行われているアニメ『ドラゴンボール』シリーズの曲を用いたコンサート。2020年3月27日にイリノイ州シカゴで開催予定だったコンサートは、COVID-19の流行のため中止となった。
| 開催国         | 開催都市         | 劇場名                                             | 開催日         |
| -------------- | ---------------- | -------------------------------------------------- | -------------- |
| フランス       | パリ             | グランド・レックス劇場                             | 2017年5月6日   |
| スペイン       | バルセロナ       | バルセロナ・インタナショナルコンベンションセンター | 2018年3月3日   |
| フランス       | パリ             | グランド・レックス劇場                             | 2018年10月27日 |
| ベルギー       | ブリュッセル     | Palais 12                                          | 2018年10月30日 |
| ドイツ         | デュッセルドルフ | Mitsubishi Electric Hall                           | 2018年11月1日  |
| スイス         | ローザンヌ       | ボーリュ劇場                                       | 2018年11月3日  |
| スペイン       | バルセロナ       | Auditori Forum                                     | 2019年5月11日  |
| アメリカ合衆国 | イリノイ州シカゴ | Rosemont Theatre                                   | 中止[519]      |
CAPSULE CON
2017年10月14日・15日に、パリ・エルミタージュ通りで『ドラゴンボール』のフェスティバルが開催された。イベントでは、フィギュアの展示、ビデオゲームのトーナメント、コスプレコンテスト、クイズ、カラオケ、コンサートなど様々な企画が実施された。
ドラゴンボール出版25周年イベント
2017年11月1日 - 5日の期間中、スペインで『ドラゴンボール』のコミックス出版25周年を記念して、コミック、アニメ、ゲームの本作に関するイベントが開催された。
kameha con
2018年5月4日 - 6日までの期間中、テキサス州・「アービングコンベンションセンター（英語版）」にて、『ドラゴンボール』のコンベンションが開催された。期間中はアメリカ版アニメの吹き替えを担当した声優たちと日本からゲストとして参加した堀川りょうなどによるトークショーやコスプレコンテスト、ゲーム大会などが行われた。
DRAGON BALL NORTH AMERICA TOUR 2018（ドラゴンボール北米ツアー2018）
2018年7月から12月まで、北米の7つの都市で『ドラゴンボール』のイベントが開催された。会場は、天下一武道会をイメージした装飾が施され、フィギュア「S.H.Figuarts」シリーズを販売するほか、『ドラゴンボール』のゲームを体験できる。各イベントでは、劇場版『ドラゴンボール超 ブロリー』の予告映像が公開された。
| 開催地         | 会場                                 | 開催日                    |
| -------------- | ------------------------------------ | ------------------------- |
| サンディエゴ   | コミコン・インターナショナル         | 2018年7月19日 - 7月22日   |
| ワシントンD.C. | オタコン                             | 2018年8月10日 - 8月12日   |
| トロント       | FAN EXPO CANADA                      | 2018年8月30日 - 9月2日    |
| ポートランド   | ROSE CITY COMIC CON                  | 2018年9月7日 - 9月9日     |
| ニューヨーク   | ニューヨーク・コミコン               | 2018年10月4日 - 10月7日   |
| ダラス         | Dallas FanDays                       | 2018年10月19日 - 10月21日 |
| ロサンゼルス   | グローマンズ・チャイニーズ・シアター | 2018年12月13日            |
メイシーズ・サンクスギヴィング・デイ・パレード
アメリカ・ニューヨーク市で毎年開催されている大手百貨店メイシーズが主催する感謝祭パレード。2018年に悟空が日本の漫画作品として初めてパレードに登場した。以降もコロナ化でイベントが中止になった2020年を除き、毎年悟空はパレードに登場している。
詳細は孫悟空社会的評価を参照。
| イベント名                          | 開催日         | 備考 |
| ----------------------------------- | -------------- | --- |
| Macy's Thanksgiving Day Parade 2018 | 2018年11月22日 | 孫悟空のバルーンが登場。漫画が原作のキャラクターとしては日本から初めての登場である[524]。                 |
| Macy's Thanksgiving Day Parade 2019 | 2019年11月28日 | 孫悟空のバルーンが登場。日本のキャラクターとしては『ポケットモンスター』のピカチュウと共に選ばれた[525]。 |
| Macy's Thanksgiving Day Parade 2021 | 2021年11月25日 | 2年ぶりの開催となったメイシーズ主催の感謝祭パレードに本作から孫悟空のバルーンが登場[526]。                |
DRAGONBALL WORLD ADVENTURE
2018年に北米で行われたイベント「DRAGON BALL NORTH AMERICA TOUR 2018」の全世界拡大版。2019年7月にアメリカ・サンディエゴでのイベントを皮切りに世界6カ国8都市の会場でイベントが順次行われた。
| 開催地         | 会場                         | 開催日                   |
| -------------- | ---------------------------- | ------------------------ |
| サンディエゴ   | コミコン・インターナショナル | 2019年7月18日 - 7月21日  |
| 上海           | 上海新国際博覧センター       | 2019年8月2日 - 8月5日    |
| メキシコシティ | Centro Citibanamex           | 2019年8月2日 - 8月4日    |
| 香港           | 香港時代廣場                 | 2019年8月8日 - 9月1日    |
| ケルン         | kolenmesse                   | 2019年8月20日 - 8月24日  |
| ニューヨーク   | ニューヨーク・コミコン       | 2019年10月3日 - 10月6日  |
| バルセロナ     | Fira Barcelona               | 2019年10月31日 - 11月3日 |
| 日本           | 幕張メッセ                   | 2019年12月21日・22日     |
SaiyaCon UK
2019年9月20日から9月22日までの期間、イギリスで『ドラゴンボール』に焦点を当てたコンベンションが開催された。英語版アニメの吹き替え声優がゲストとして参加する他、様々な催しが行われた。
ニューヨーク・コミコン
2023年10月12日から15日までの期間、アメリカ・ニューヨークで開催されたコミコンにて本作のスペシャルステージが10月13日(日本時間)に開催され、新作アニメ『ドラゴンボールDAIMA』が発表された。

### 展覧会
鳥山明の世界
1993年から1997年まで、鳥山明の展覧会が日本各地で開催された。展覧会では400点に及ぶ原画やオリジナル映像が展示され日本中の『ドラゴンボール』ファンが注目した。
鳥山明 The World 8of DRAGON BALL
劇場版『ドラゴンボールZ 神と神』が公開されることを記念して、全国3都市で開催された。
- 上記2つの開催場所などの詳細は個展開催歴の項目を参照。

週刊少年ジャンプ展 VOL.2 -1990年代、発行部数653万部の衝撃
2018年に『週刊少年ジャンプ』創刊50周年を記念して、2018年3月19日から6月17日までの期間、六本木ヒルズ森アーツセンターギャラリーにて開催された。原画の展示の他、ガシャポンフィギュアやゲームソフトといった関連商品も合わせて展示された。
The Citi exhibition Manga
日本のマンガをテーマにした展覧会が、イギリス・ロンドンにある大英博物館で2019年5月23日から8月26日にかけて開催された。国外で開催されるマンガの展覧会として史上最大規模とのこと。会場には大英博物館内にあるセインズベリー・エキシビションズ・ギャラリーを使用。1100平方メートルの場内に、約50名の作家、約70タイトルによる総計約240点の原画および複製原画、描き下ろし作品などが6つのゾーンに分けて展示される。

### カフェ・レストラン
ドラゴンボール×TOWER RECORDS
2016年11月にテレビアニメ『ドラゴンボール』の放送開始30周年を記念して、タワーレコードとのコラボレーションカフェが、タワーレコードカフェ渋谷店などで期間限定でオープンした。また、全国のタワーレコードの店舗ではコラボグッズが発売されている。
| 店舗名                              | 期間                     |
| ----------------------------------- | ------------------------ |
| TOWER RECORDS CAFE 表参道店         | 2016年11月1日 - 11月30日 |
| TOWER RECORDS CAFE 梅田 NU 茶屋町店 | 2016年11月1日 - 11月30日 |
| TOWER RECORDS CAFE 渋谷店           | 2016年11月8日 - 11月30日 |
ドラゴンボールメニュー大集合
2017年1月10日から2月27日の期間中、JR東京駅構内とその周辺の商業施設で『ドラゴンボール』の世界観をモチーフにしたメニューが楽しめるグルメフェアが開催された。同フェアでは、JR東日本主催の「JR東日本 そうさ今こそ！ DRAGON BALLスタンプラリー」との連動企画であり、マンガ飯やアイテム、サービスなど全16種類が登場する。
ドラゴンボールカフェ＆ダイナー
2017年12月に大阪市梅田の桃谷樓 ヒルトンプラザWEST店に『ドラゴンボール』の世界を楽しむことができるカフェ＆ダイナーが期間限定でオープンした。また、レストラン併設二か所とキデイランドで『ドラゴンボールカフェ＆ダイナー期間限定ショップ』も開催された。
| 店舗名                               | 期間                          |
| ------------------------------------ | ----------------------------- |
| 中国料理 桃谷樓 ヒルトンプラザWEST店 | 2017年12月8日 - 2018年1月31日 |
| ナチュラルキッチン表参道             | 2018年1月15日 - 2018年2月28日 |
| ショップ店舗名                       | 期間                          |
| KIDDY LAND 吉祥寺店                  | 2017年12月8日 - 2018年1月31日 |
| KIDDY LAND 大阪梅田店                | 2017年12月8日 - 2018年2月28日 |
| KIDDY LAND 原宿店                    | 2017年12月8日 - 2018年3月22日 |
Soupa Sayen
フロリダ州オーランドでオープンしている『ドラゴンボール』をテーマにしたアジア料理店。店内には『ドラゴンボール』の装飾が施され、アニメが流れるなど『ドラゴンボール』一色となっており、全米各地から人が訪れるなど話題を呼んだ。
DRAGON BALL超 CAFE
2018年11月15日に中国・上海にて中国国内では初となる『ドラゴンボール超』のカフェがオープンした。店内は『ドラゴンボール超』をテーマにしたデザインが施され、本作のキャラクターをモチーフにしたメニューや限定グッズも用意された。

## 玩具
アニメが開始した1986年春からエポック社とバンダイの2社がそれぞれ玩具を発売していたが、翌年にはエポック社が撤退しバンダイ単独で玩具展開がなされた。しかし、無印では想定ほどの成績を上げられず、中盤以降は新たな玩具展開を見込んでいた。その後ゲームソフト販売による穴埋めや累計20億枚の販売枚数を記録した「カードダス ドラゴンボールシリーズ」のヒットを皮切りに、カードダスと連動したスカウターの玩具を皮切りに数年ぶりに玩具が店頭に並ぶことになった。その後、「カードダスシリーズ」は「エンスカイ ドラゴンボールカードシリーズ」、「ドラゴンボールカードゲーム」、「ドラゴンボール超カードゲーム」、「ミラクルバトルカードダス」、「データカードダス ドラゴンボールシリーズ」、「ICカードダス ドラゴンボール」などが登場している。昭和の頃のDB玩具の代表作は、シンプルな携帯液晶ゲームのLSIゲームが人気を博し、また、生活用品の玩具など、今では珍しいタイプの玩具もあった。2003年以降はクオリティが上昇し、ミニフィギュアは価格が安くコンビニなどで手に取りやすい環境だったため、幅広い年齢層にヒットした。2000年代は技術が上がり、デジタルも進化した分、より精巧で洗練されたおもちゃが登場し、子供たちに人気を博した。
2017年より40以上の国と地域で展開する、『DRAGON BALL SUPER CARD GAME』がリリースされ、累計販売枚数8億枚(2023年8月時点)を記録し、2024年2月16日からは『DRAGON BALL SUPER CARD GAME』をベースとした『ドラゴンボールスーパーカードゲーム フュージョンワールド』が発売され、数日遅れでデジタル版の配信も開始された。

## コラボレーション

### タイアップ
ドラゴンボール☆ANiMO
2007年8月20日から、本作の総合携帯サイトが開始された。着メロの他、テレビシリーズ全話が観ることのできる動画配信「ドラゴンボールTV」などが提供されている。
ドラゴンボールモバイル
バンダイネットワークスより、2007年10月15日からiモード向けゲームサイト「ドラゴンボールモバイル」を開始した。『ドラゴンボール RPG』、『ドラゴンボールウォーズ』ほか、ダウンロード形式のゲームを複数配信。
ポッカコーヒー
「ポッカコーヒー DRAGON BALL CAN」（第一弾 2011年6月3日発売）（第二弾 2011年11月上旬発売）
日経エンタテインメント!
2013年5月号の表紙を孫悟空が飾り、「ドラゴンボール“復活”の全貌」のタイトルで本作の特集が組まれた。
タニタ
2015年7月1日にタニタは、家庭用体組成計の新商品3機種を7月1日に発売するのに伴い、『ドラゴンボール』から孫悟空を起用した新聞広告を同日付の読売新聞朝刊に出稿した。
丸美屋食品工業
『ドラゴンボール ふりかけミニパック』『ドラゴンボール カレー＜ビーフ甘口＞』『ドラゴンボール カレー＜ビーフ中辛＞』（2015年11月5日発売）
栗山米菓
『DBばかうけヤサイコンソメ味』、『DB星たべよわたあめ味』（2016年10月3日発売）
BotsNew Characters VR DRAGONBALL Z
2017年6月28日にメガハウスよりVR・ARを駆使した体験機が発売された。
ビックリマン
ロッテから発売されているビックリマンとのコラボレーション。イラストは全てビックリマンイラストレータによる描き下ろしとなっている。発売1カ月で550万個以上を出荷し、累計販売数で約700万個を記録した。
第1弾
「ドラゴンボールマンチョコZ」（2018年10月23日西日本（静岡除く）先行発売、2018年12月18日東日本（静岡含む）発売）
「ドラゴンボールマンチョコ超」（2018年10月23日東日本（静岡含む）先行発売、2018年12月18日西日本発売）
第2弾
「ドラゴンボールマンチョコ超」（2022年5月24日東日本（静岡含む）先行発売、2022年7月12日西日本発売）
ニューエラ・キャップ・カンパニー
ベースボールキャップの老舗ブランド「ニューエラ」との商品が登場。孫悟空をはじめ、作中に登場するキャラクターやタイトルロゴをモチーフにデザインされたアパレルアイテムが、計16点ラインナップしている。（2019年7月4日発売）
CONVERSE STARS
コンバースのファッションブランド「CONVERSE STARS（コンバース スターズ）」とのコラボレーション。Tシャツ、iPhoneケース、ソックス、タオルなどがラインナップしている。（2019年8月24日発売）
DAM
歌唱力で孫悟空を勝利に導くバトルゲーム「DRAGONBALL カラオケ天下一歌唱会」を搭載した業務用機種が2019年10月1日から発売。
ユニクロ
ユニクロのグラフィックTシャツブランド「UT」と『ドラゴンボール』のコラボレーション。デザインはコラージュアーティストの河村康輔が担当。
「ドラゴンボール UT」（2019年11月22日発売）
マクドナルド
2023年9月27日より、台湾全土のマクドナルドにて対象の商品を買うと、10万パック限定で「ドラゴンボールZ キャラクターブラインドカードパック」を入手できるキャンペーンが行われている。
バンダイ キャンディ
バンダイ キャンディより、2023年10月23日に「チョコサプ ドラゴンボール」が発売された。カプセル型のチョコレートの中から、45～55mmの本作のキャラのフィギュアが入っており、シークレット2種を含む全16種類のラインナップとなっている。

### アプリゲーム
パズル&ドラゴンズ
ガンホー・オンライン・エンターテイメントから配信されているパズル&ドラゴンズとのコラボレーション。
第1弾（2014年6月2日 - 6月15日）
第2弾（2014年9月22日 - 10月5日）
第3弾（2014年12月29日 - 2015年1月11日）
第4弾（2015年3月16日 - 3月29日）
フォートナイト
Epic Gamesから販売・配信されているフォートナイトとのコラボレーション。
第1弾（2022年8月16日 - 2022年9月18日）
第2弾（2023年1月31日から開催）
第3弾（2023年12月25日から開催）
PUBG
KRAFTONの子会社PUBG StudiosからリリースされているバトルロイヤルゲームPUBG MOBILEとのコラボレーション。
第1弾（2023年7月13日 - 9月4日）
第2弾（2024年6月7日 - 8月1日）
ドラゴンクエストウォーク
スクウェア・エニックスよりリリースされている『ドラゴンクエストウォーク』と本作とのコラボが2025年3月12日から4月30日まで開催されている。